# Thiès
Pour les autres significations, voir Thiès (région).
Thiès, la capitale de la région du même nom, figure parmi les grandes villes du Sénégal, située à 70 km à l'est de Dakar.
Fondée il y a plus d'un siècle, son développement est étroitement lié à l'établissement d'une escale majeure et à la construction de la ligne de chemin de fer reliant Dakar à Bamako. La mise en place de comptoirs commerciaux et d'ateliers de réparation gérés par la compagnie des chemins de fer a joué un rôle crucial dans l'essor de cette ville souvent désignée comme la « capitale du rail ».

## Administration
Thiès représente le chef-lieu tant du département éponyme que de la région correspondante au sein du territoire sénégalais. En novembre 2008, l'administration locale a procédé à la création de trois nouvelles communes d'arrondissement à Thiès, à savoir Thiès Est, Thiès Ouest et Thiès Nord. Cette ville est également affiliée au réseau de l'Association internationale des maires francophones (AIMF).

## Histoire
Avant la colonisation, le plateau de Thiès constituait une barrière boisée entre les royaumes de Cayor et de Baol, et abritait les Sérères-Noon, une subdivision ethnique du peuple sérère. Les Sérères-Midi demeurent présents aujourd'hui dans le quartier Thiès-Nones, situé au sud-ouest de la ville, où ils utilisent la langue du midi, l'une des langues cangin.
Le village de Dianxène, relevant du royaume de Cayor, fut établi sur ce plateau au XVIIe siècle en raison de la possibilité de s’alimenter en eau. En effet, une couche marno-calcaire a permis la formation d’une nappe phréatique et donc le creusement de puits. De plus, le site de la ville se trouve au débouché du ravin des Voleurs qui permet de franchir la côte de Thiès, et se trouve donc sur la route la plus facile entre Dakar et le Cayor. Le nom de Dianxène ou Diankhène signifie d’ailleurs lieu de repos et le village se situait au carrefour de cinq pistes (vers Dakar, Mbour, Khombole, Saint-Louis et le Mont-Roland).
En 1860, sa population ne comptait que 75 habitants.[réf. nécessaire] Le 12 mai 1862, le village est incendié par Pinet-Laprade. En 1863, les Français y érigèrent un poste militaire.
En 1885, est inaugurée la ligne ferroviaire Dakar-Saint-Louis, première du genre en Afrique occidentale française, avec un arrêt à Thiès. La gare sert à l’exportation de l’arachide : dès 1890, 20 000 tonnes transitent par elle. Cependant, la ville est inactive et les négociants absents en-dehors des périodes d’achat (soit de mai à novembre).
En 1890, 27 ans après la création du poste, la ville compte 1200 habitants, et 2400 en 1914.
L'administration coloniale française institua la commune de Thiès en 1904, en raison de son statut de point central du réseau ferroviaire.
Le rôle stratégique et économique de la ville dans la région est renforcé par la construction de la ligne de Thiès à Kayes au début du XXe siècle à partir de 1907 (achevés en 1923), puis de nouveaux embranchements vers Louga, Linguère et Diourbel et Touba. En 1911, la ville est touchée par une épidémie de peste, d’où le déplacement du quartier indigène de la zone commerciale, renommé Randoulème (éloigne-toi  en wolof).
En 1914, un camp de formation de tirailleurs est installé à Thiès.
Le poids du ferroviaire dans la ville est renforcé par l’installation d’ateliers de réparation en 1923 et du siège du Dakar-Niger en 1934. La ville passe de 3000 habitants en 1921 à 13 000 en 1929 et 22 000 en 1939, dont 1200 Européens. Les maisons de traite qui ne vivaient que de l’arachide et d’autres ressources agricoles sont nombreuses à faire faillite dans les années 1930. En 1934, les ateliers ferroviaires de Dakar entretenant le matériel de la ligne Dakar-Saint-Louis sont déplacés à Thiès, accroissant encore l’importance de la ville.
Le 27 septembre 1938, la première grève du chemin de fer au Sénégal se conclut par une émeute, faisant 6 morts et 92 blessés (voir massacre de Thiès),. En 1940, une base aérienne est installée à Thiès.
Après la Seconde Guerre mondiale, l’armée française installa le Détachement motorisé autonome no 1 (DMA) à Thiès en agrandissant le camp.
Cette ville revêtit une importance significative lors des mouvements de grève générale de 1945-1946 et de 1947-1948.
Le développement de la ville lié à celui des bases militaires entraîne de vastes chantiers de construction, le percement d’avenues. De nouveaux ateliers ferroviaires destinés à l’entretien des machines diesel sont aussi construits.
En 1953, la ville compte 40 000 habitants. Léopold Sédar Senghor, futur premier président du Sénégal indépendant, accéda à la fonction de maire de Thiès en novembre 1956.

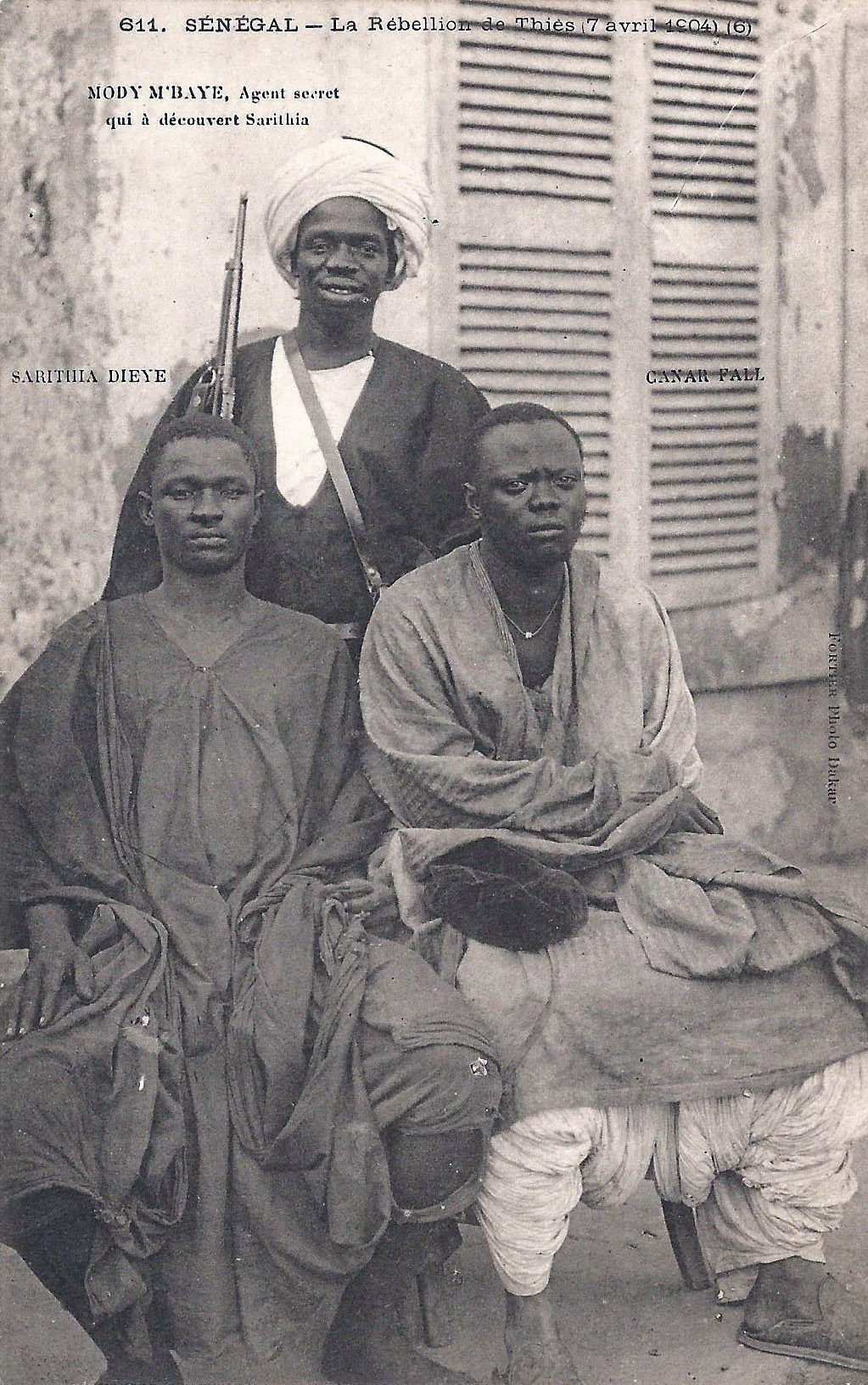
La rébellion de Thiès (1904).
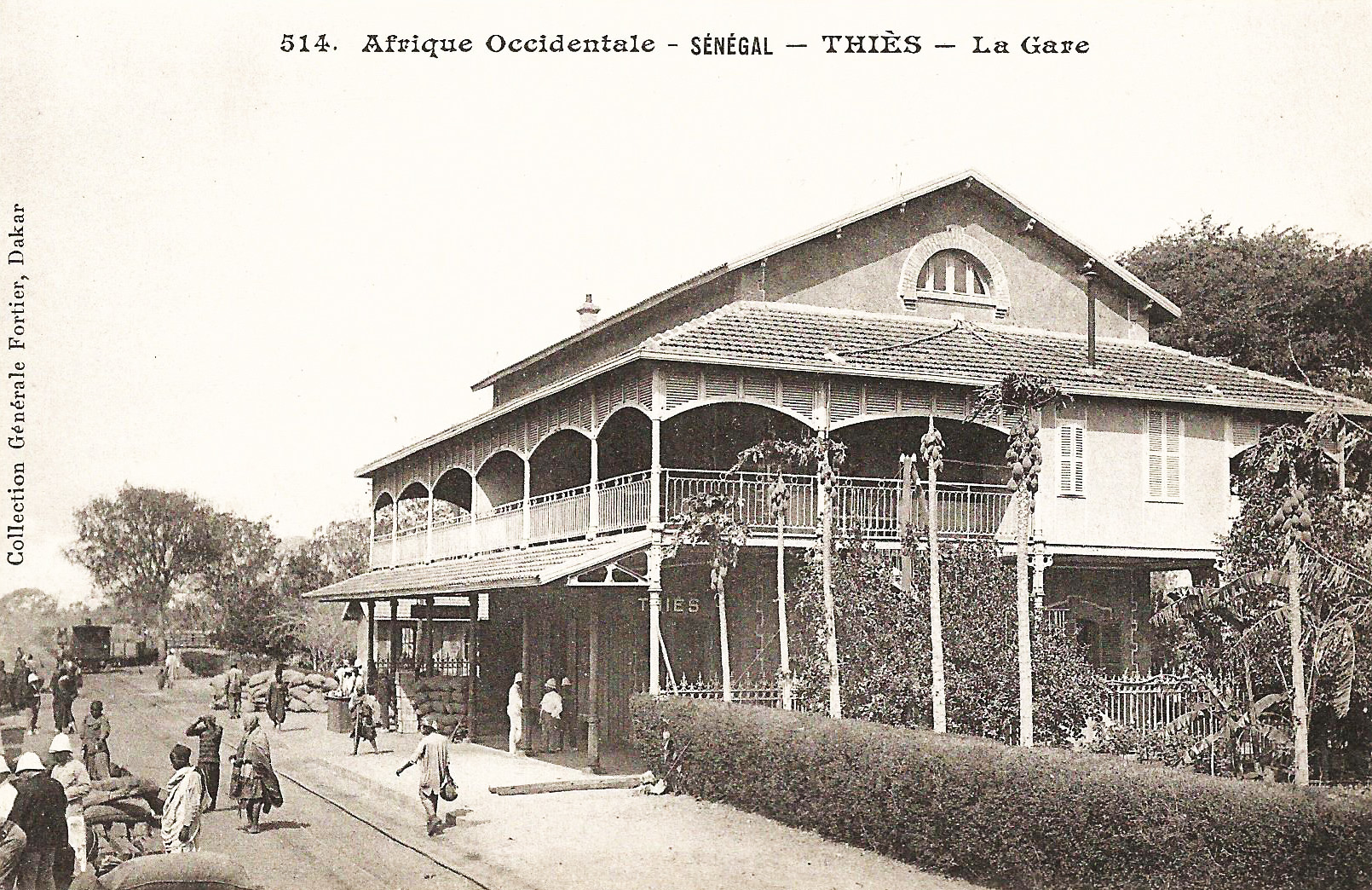
La gare de l'AOF, par Fortier.
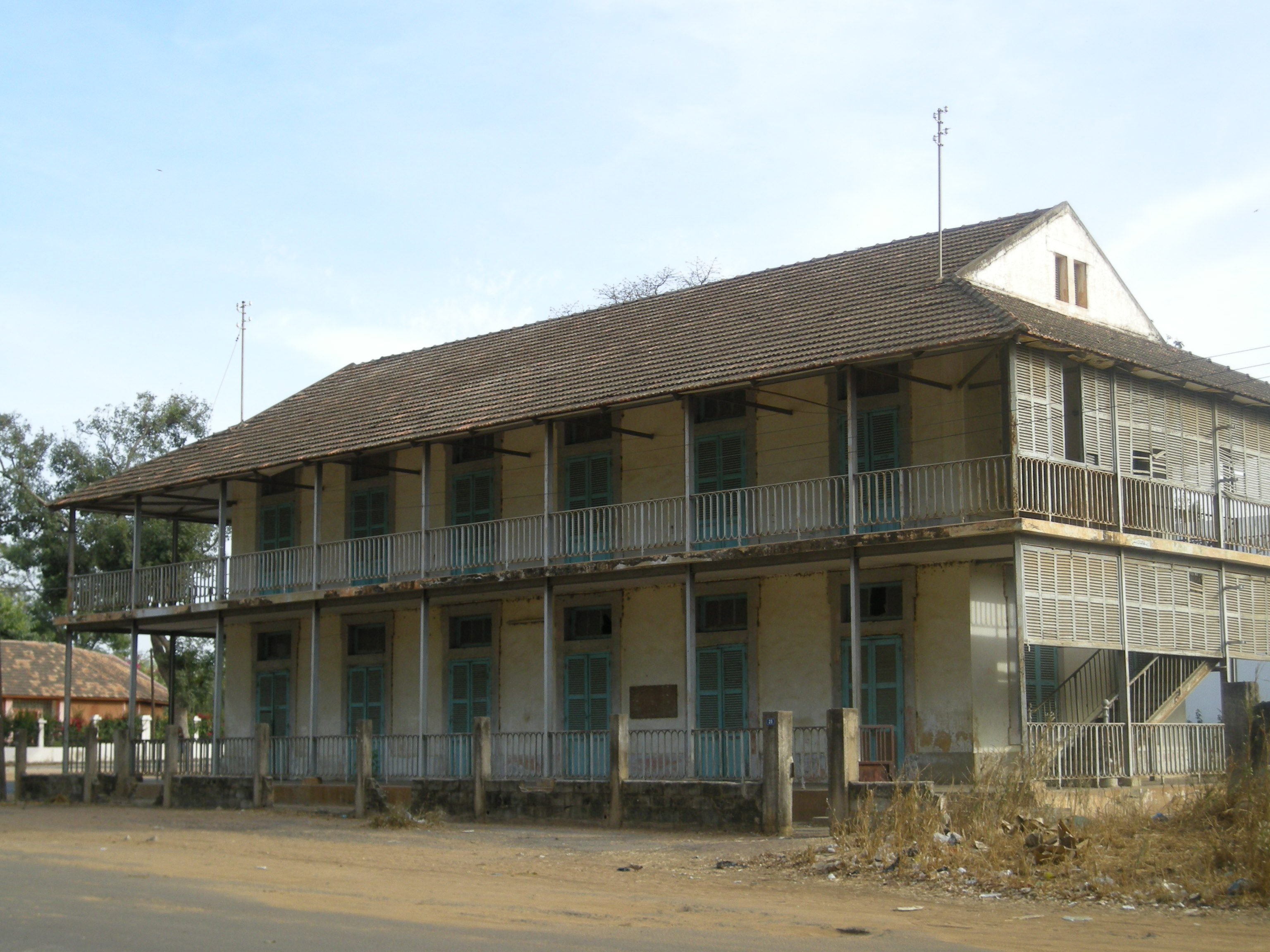
Bâtisse coloniale.
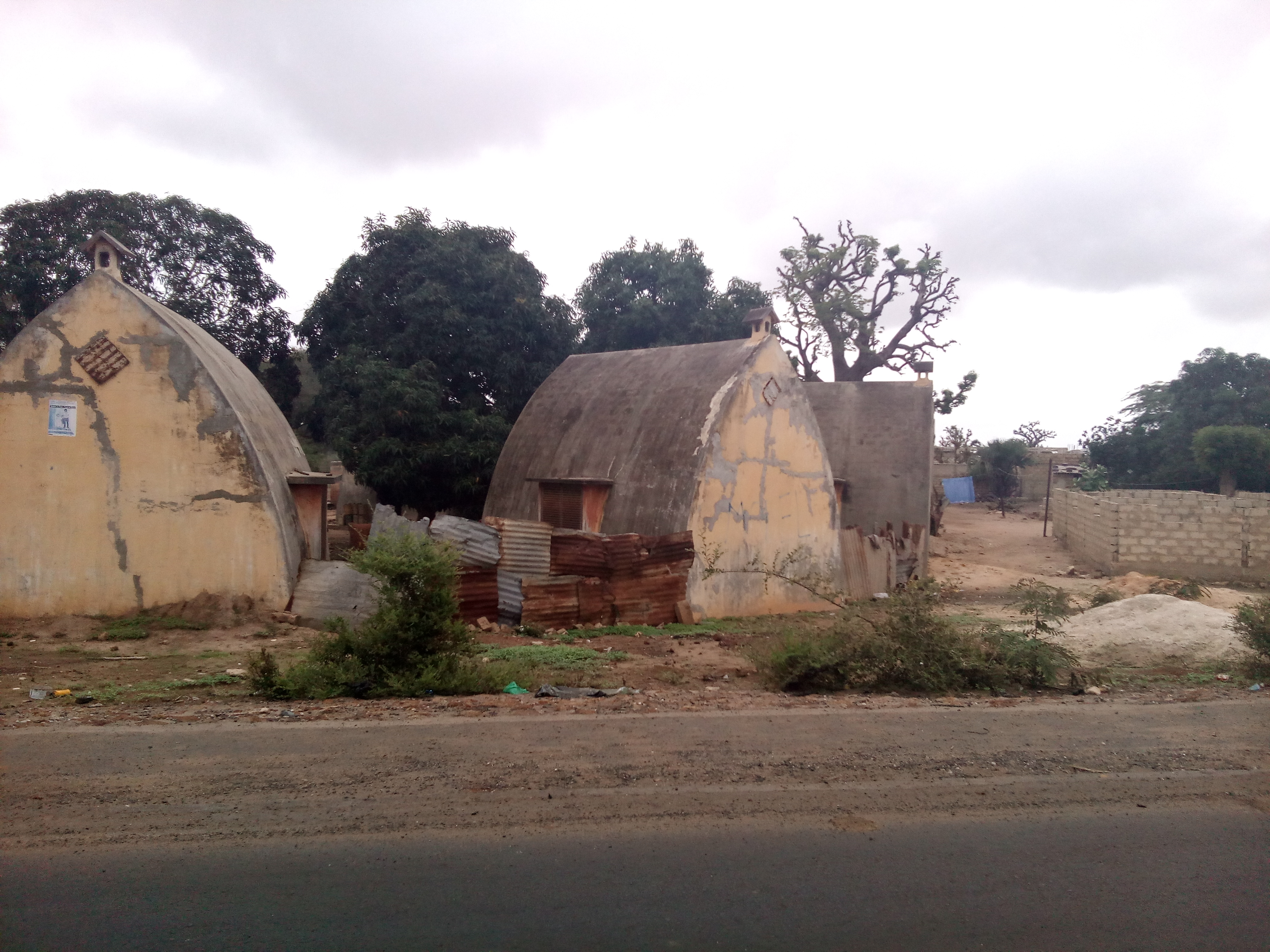
Cases des Tirailleurs.

## Géographie

### Localisation

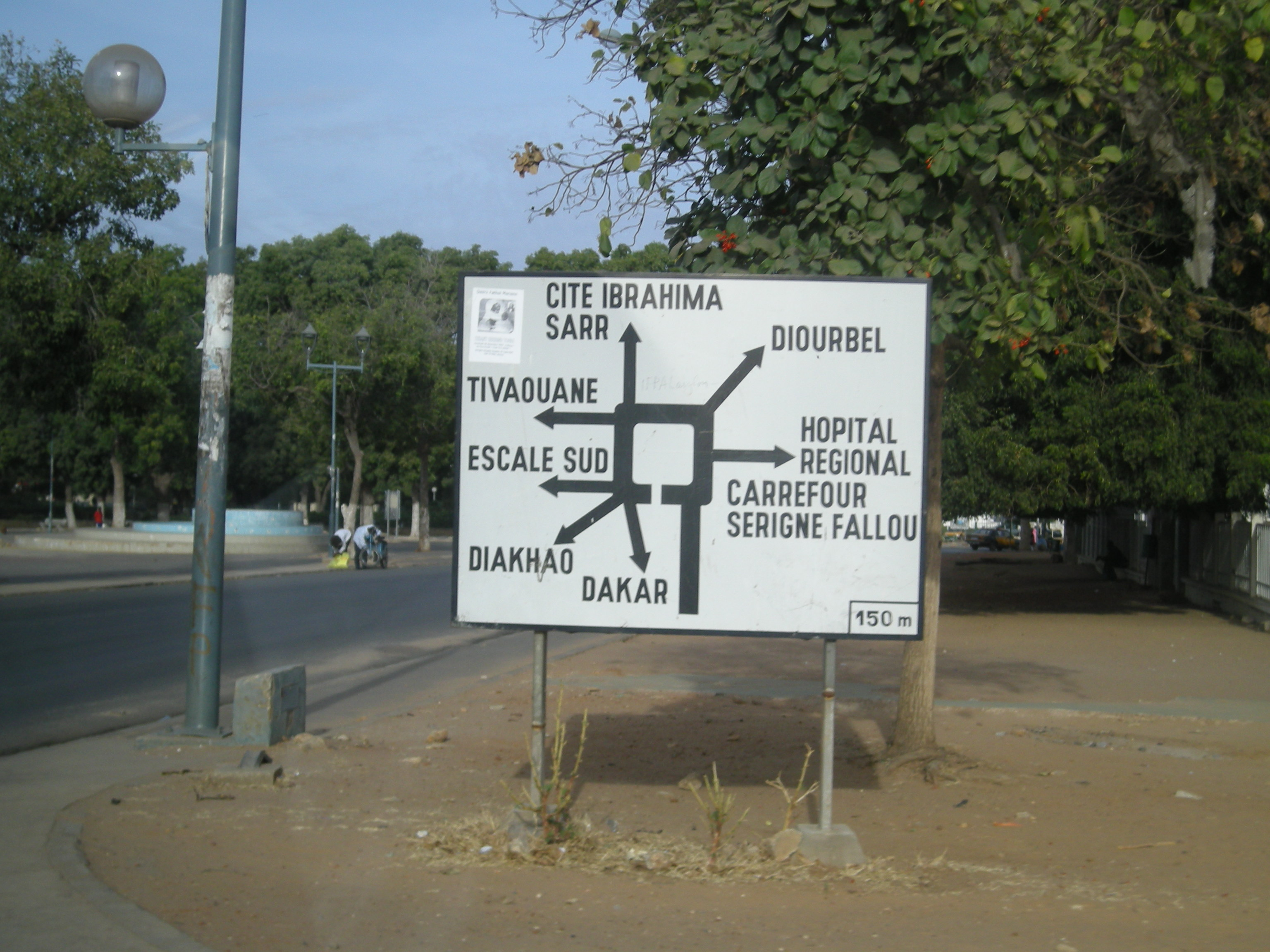
Ville-carrefour.

Thiès se trouve sur le tracé du chemin de fer Dakar-Niger. Son territoire est encerclé par la commune de Fandène à l'est et à l'ouest, avec une limite nord-sud marquée par une petite ouverture vers la commune de Keur Moussa au nord-est. Actuellement, sa superficie est partagée entre les communautés rurales de Fandène et Keur Moussa, ainsi que la forêt classée de Thiès qui chevauche ces trois entités administratives. Malgré ces limites géographiques, la ville continue de croître, étendant son emprise sur les territoires des communautés rurales avoisinantes. 

### Physique géologique

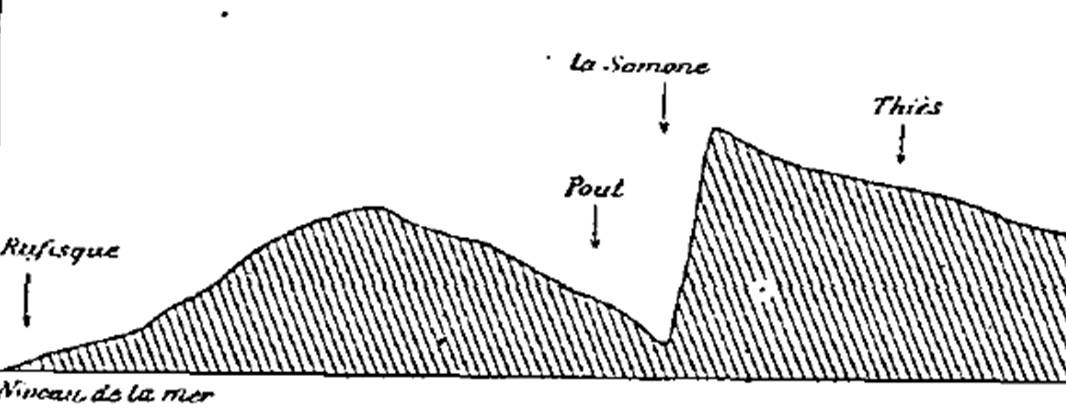
« Coupe schématique de Thiès à Rufisque » (1901)

Thiès est sur une assise éocène moyen et calcaires / argiles phosphatés.

### Relief
La ville de Thiès est implantée au cœur d'un ancien bassin sédimentaire caractérisé par une topographie généralement plane, à l'exception d'un plateau qui constitue l'unique relief notable. Ce plateau, légèrement incliné vers l'Est et situé quelques kilomètres à l'intérieur des terres, surplombe la Presqu'île du Cap-Vert à l'Ouest. Il s'étend sur une longueur de 60 km selon un axe Nord-Sud, avec une largeur variant entre 10 et 20 km, atteignant des altitudes maximales de 133 m au Nord-Ouest de la ville de Thiès. Ce relief se prolonge depuis l'étroite échancrure du "Ravin des voleurs". Les pentes dominantes s'inclinent en moyenne de plus de 100 mètres vers le Sud-ouest à environ 60 mètres vers le Nord-est.

### Climat
Thiès est doté d'un climat de steppe de type BSh selon la classification de Köppen – c'est-à-dire semi-aride, sec et chaud – avec une température moyenne annuelle de 25,7 °C et des précipitations faibles, d'environ 503 mm par an.

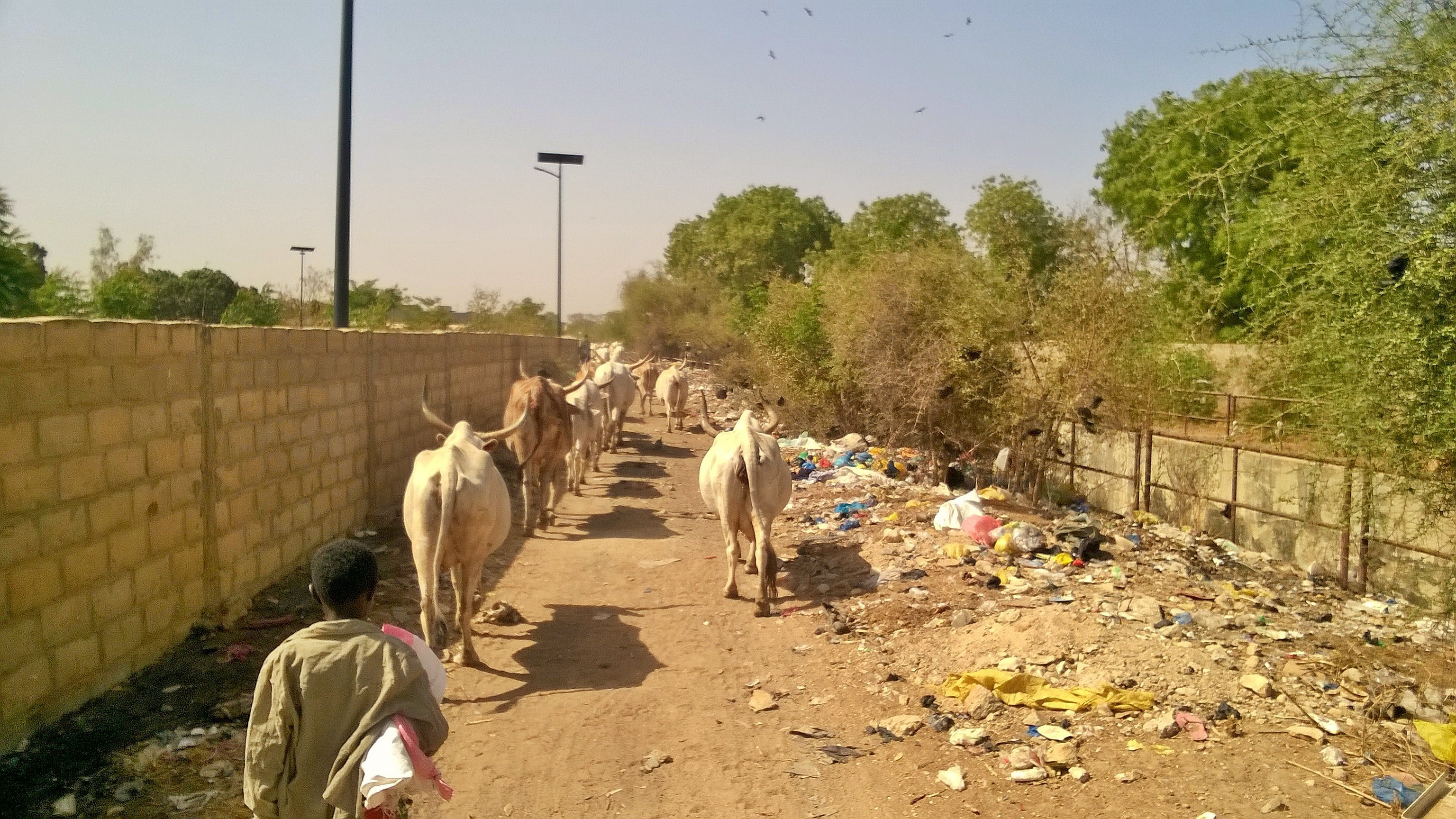
Troupeau de vache à la recherche d'ombre et de nourriture en ville.
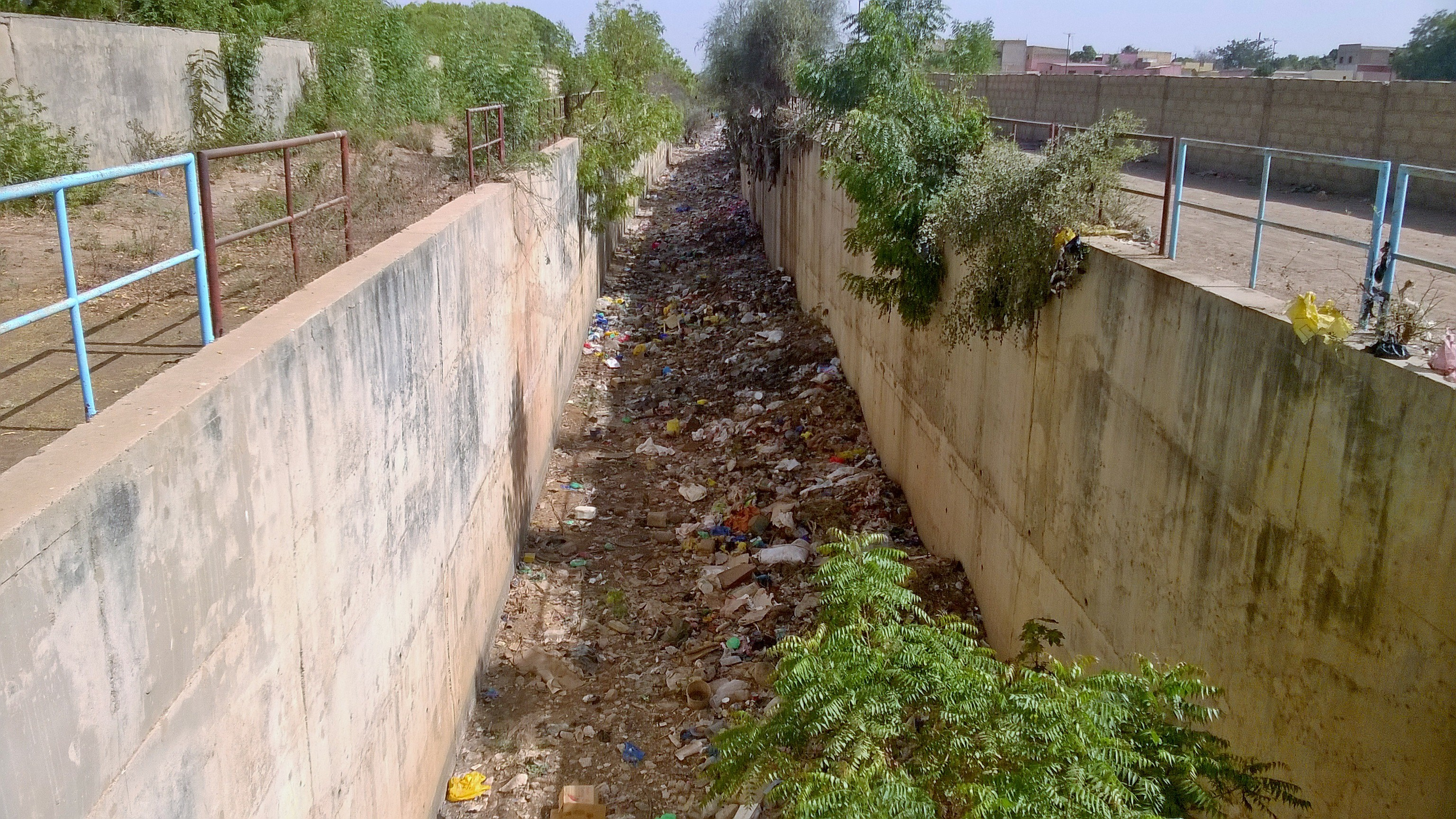
Canal pour les eaux de pluie.
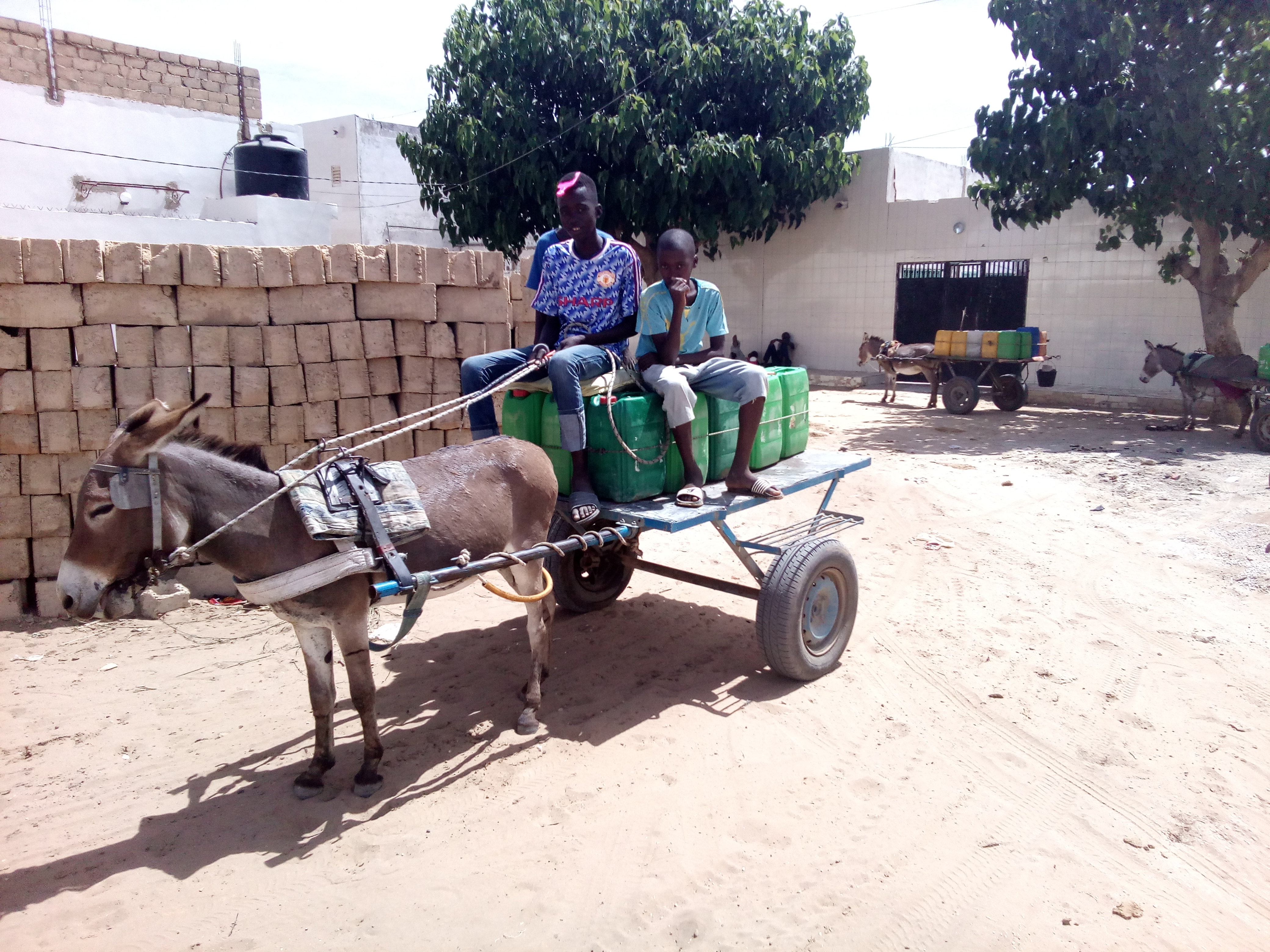
Distribution d'eau à la Cité ouvrière.
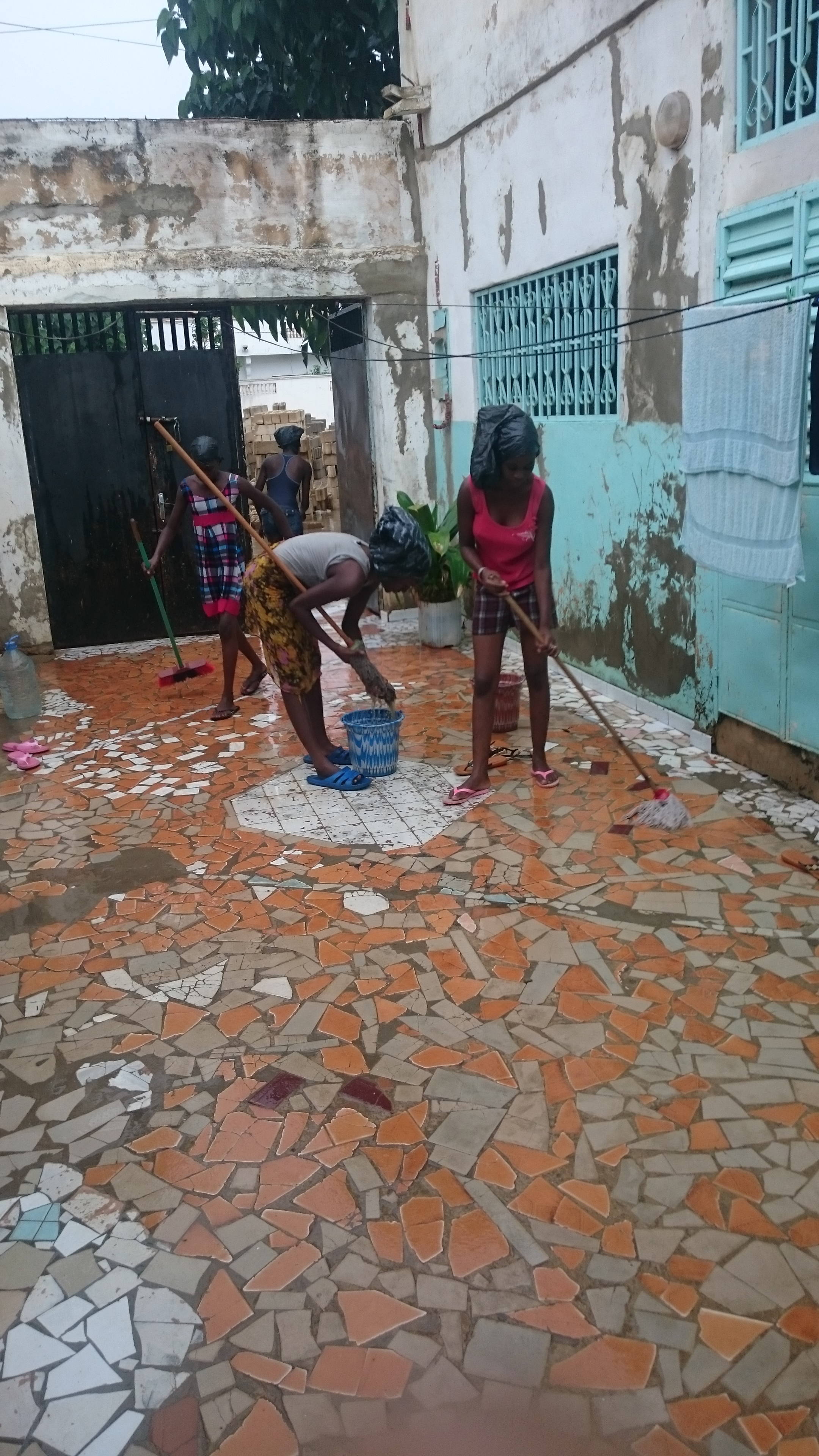
Après la pluie.

### Sols
Les types de sols présents dans la région sont généralement les suivants :
- Les sols ferrugineux tropicaux lessivés, de texture sableuse, caractérisés par une faible teneur en matières organiques et couramment désignés sous le nom de « sols diors ».
- Les sols ferrugineux tropicaux peu ou pas lessivés, connus sous les termes « decks et deck-diors », qui présentent une texture argilo-sablonneuse.
- Les sols hydromorphes ou soumis à une hydromorphie temporaire, nommés « sols de bas-fonds », caractérisés par une texture argilo-humifère propice à la culture maraîchère et fruitière.

Ces classifications permettent de mieux comprendre les caractéristiques spécifiques des sols rencontrés dans cette région.

## Population et société
Lors du recensement de 1936, la population de la ville est légèrement supérieure à 15 000 personnes. En 1953, le recensement de Thiès, commune mixte, y dénombre 36 650 habitants. À cette date les Européens représentent environ 1/8 de la population. Majoritairement des hommes, ils vivent principalement dans les deux camps militaires. Les autochtones sont surtout des Wolofs, des Toucouleurs, des Sérères.
Après l'indépendance, la ville connaît une forte croissance. Elle atteint 72 400 habitants en 1966, 177 253 en 1988 (recensement), puis 223 867 en 1995 (estimation). Lors du recensement de 2002, 237 849 habitants sont dénombrés dans la commune de Thiès.
En 2019, l'aire urbaine de Thiès compte 765 213 habitants, tandis que la région de Thiès en compte 2 105 707.
En 2021 / 2022, la population de la ville de Thiès au Sénégal est de 274 009 personnes.
C'est à Thiès et aux alentours que vivent les Nones, un peuple parlant le noon, une langue cangin.

### Économie
Ancien lieu de garnison, nœud ferroviaire et routier remarquablement situé sur l'axe Saint-Louis-Dakar, puis centre administratif et économique, Thiès dispose d'avenues larges et plantées. 
De nombreux et ambitieux travaux d'urbanisme sont en cours, peut-être pas dépourvus de liens avec des enjeux électoraux : le nom de Thiès a parfois été cité parmi les quelques villes prétendant au titre de capitale du Sénégal.
Cependant, les activités industrielles n'y sont pas absentes. En effet, une grande partie des habitants travaille aux mines de phosphates de Taïba et de Pallo, ou dans d'autres entreprises locales comme l'usine de piles (SIGELEC).
Aujourd'hui, on assiste à la présence des grandes espaces commerciales, qui entre dans le cadre de sa modernisation commerciale.

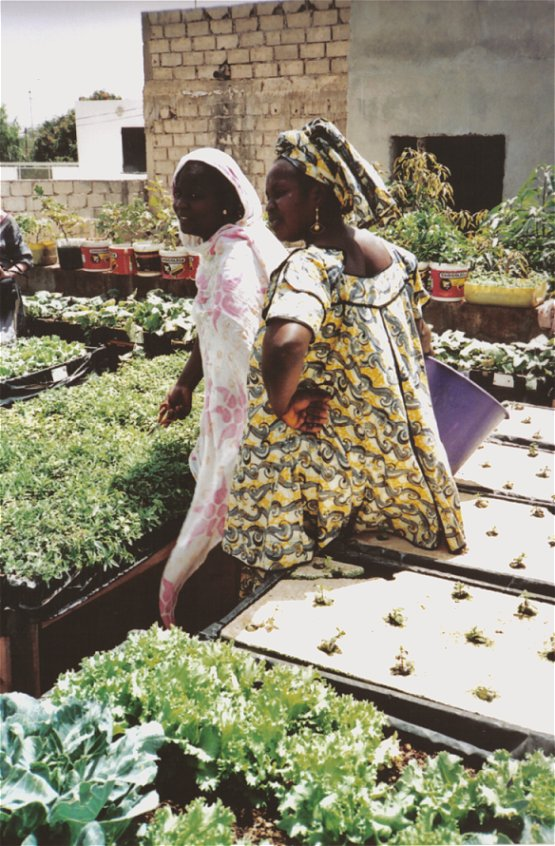
Micro-jardins.
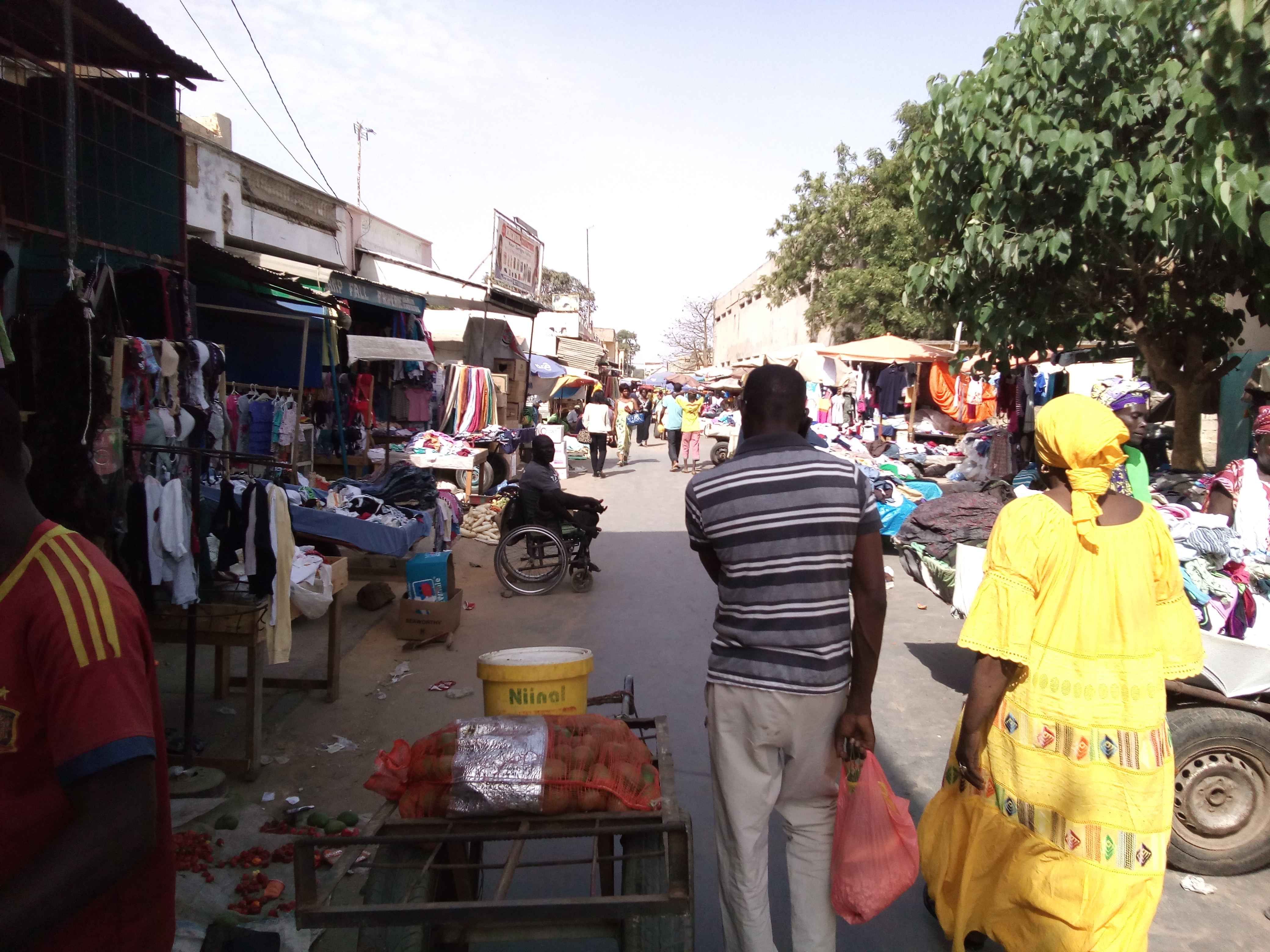
Marché.
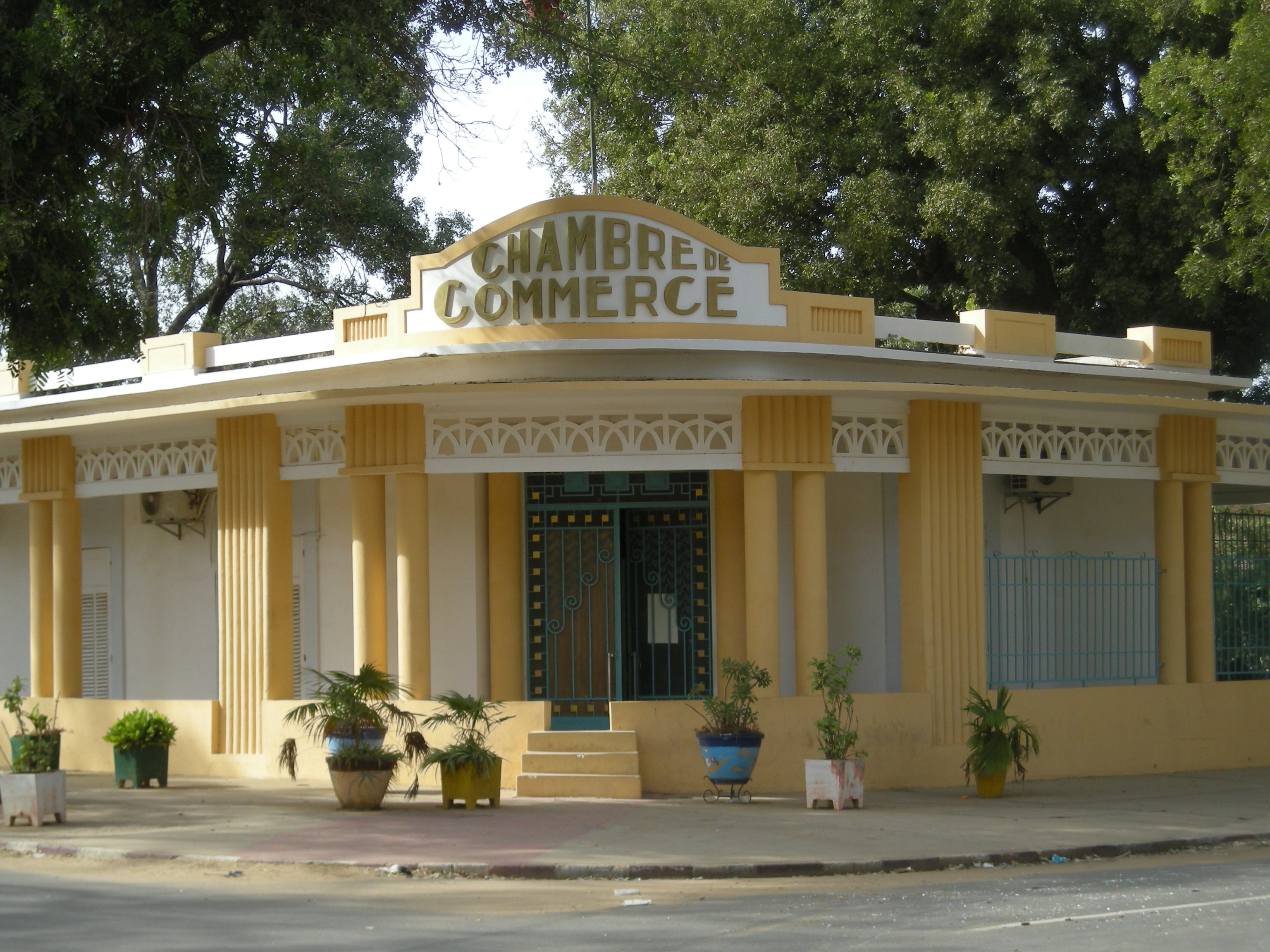
Chambre de Commerce.
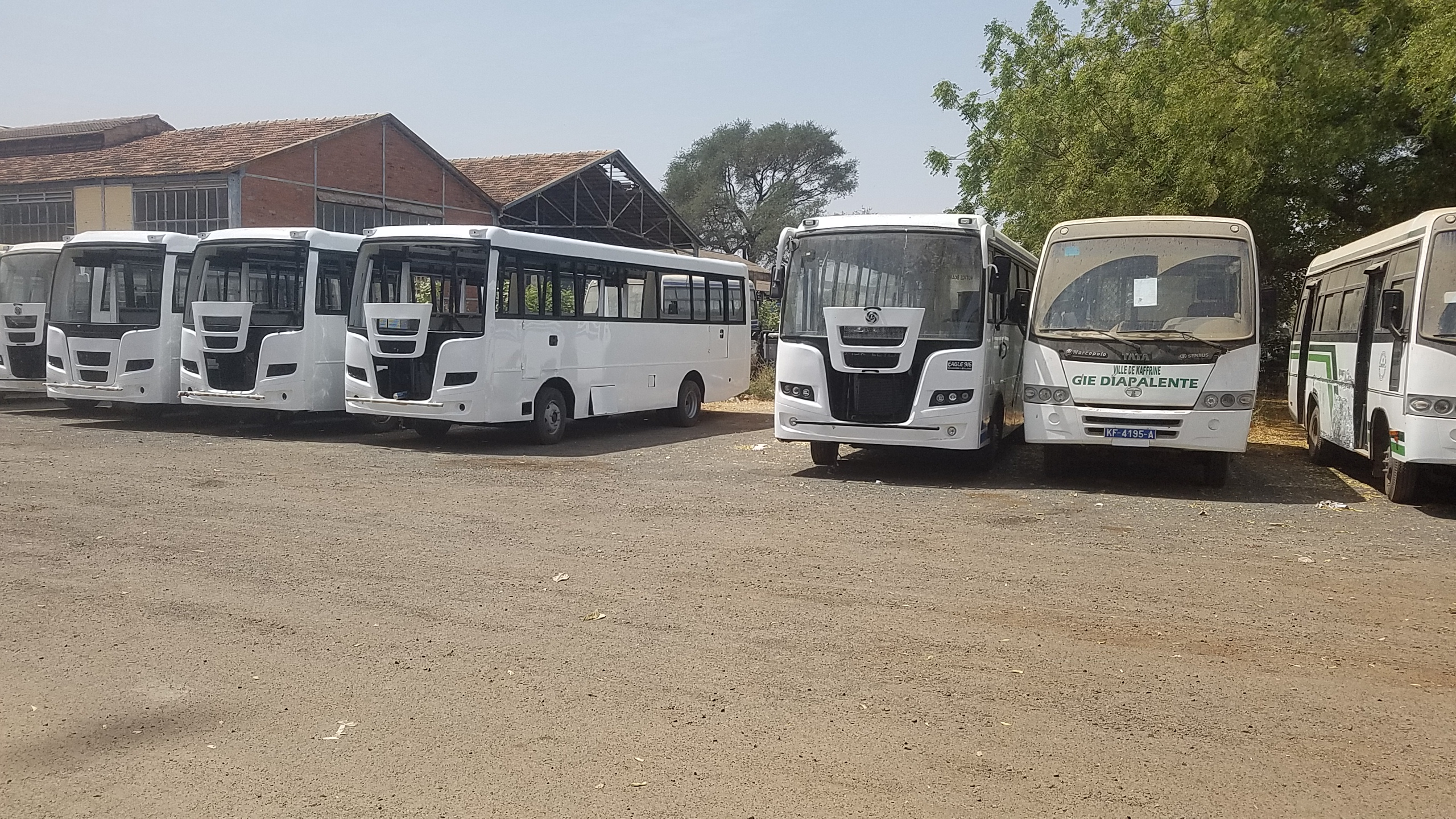
Senbus Industries.

## Transports
D'après le président du Regroupement des transports de la région de Thiès, les récentes mesures d’assouplissement prises par l’État sont jugées sages et pertinentes. La décision gouvernementale de rouvrir les gares routières est considérée comme opportune, intervenant à un moment critique. En effet, la situation préexistante était qualifiée de catastrophique. Les chauffeurs, éprouvés et percevant les premières mesures gouvernementales comme discriminatoires, ont manifesté leur mécontentement dans les rues, exigeant que l’État autorise la reprise du transport interurbain.

Vestiges de la ligne de chemin de fer Dakar-Bamako.
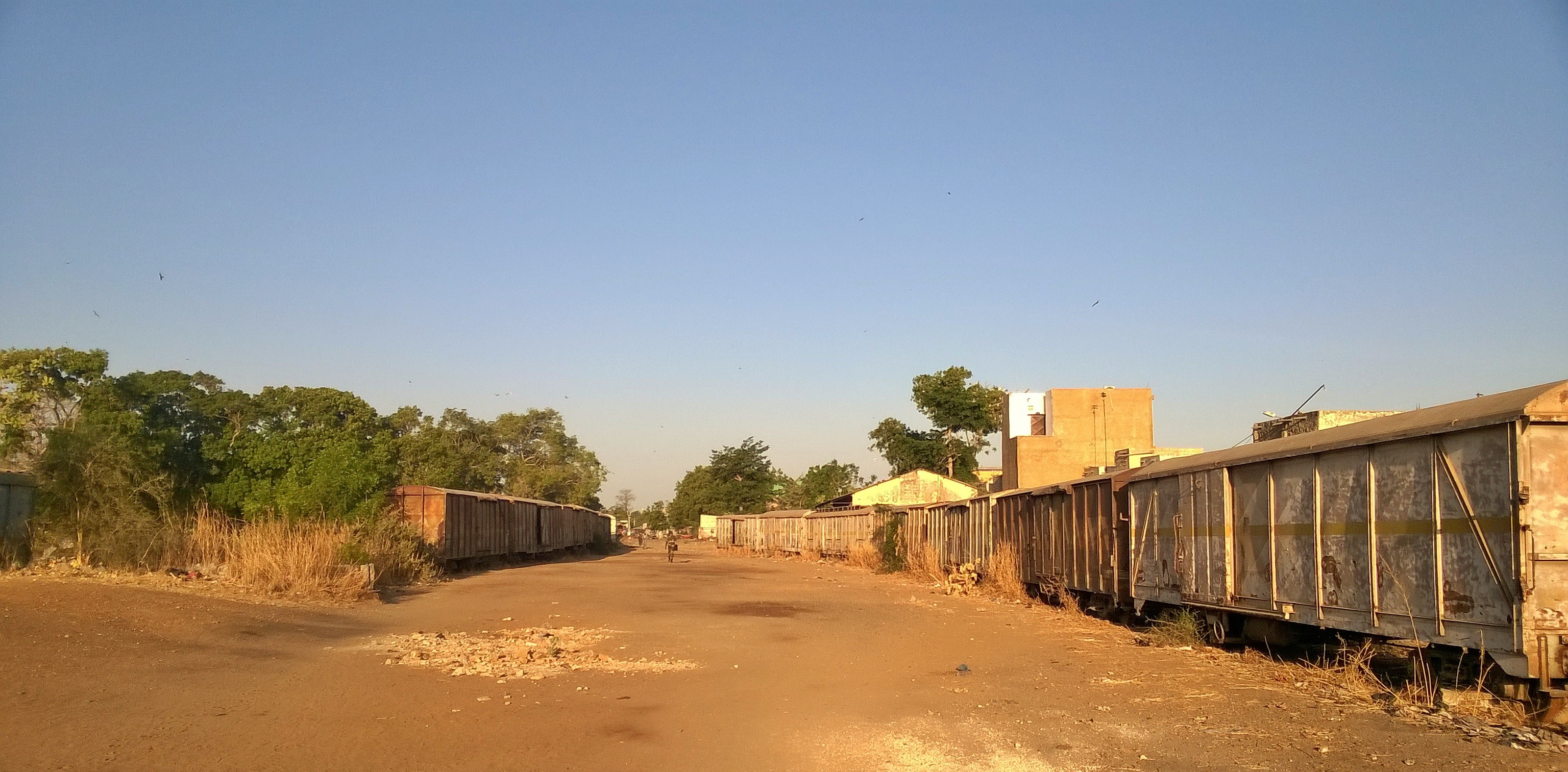
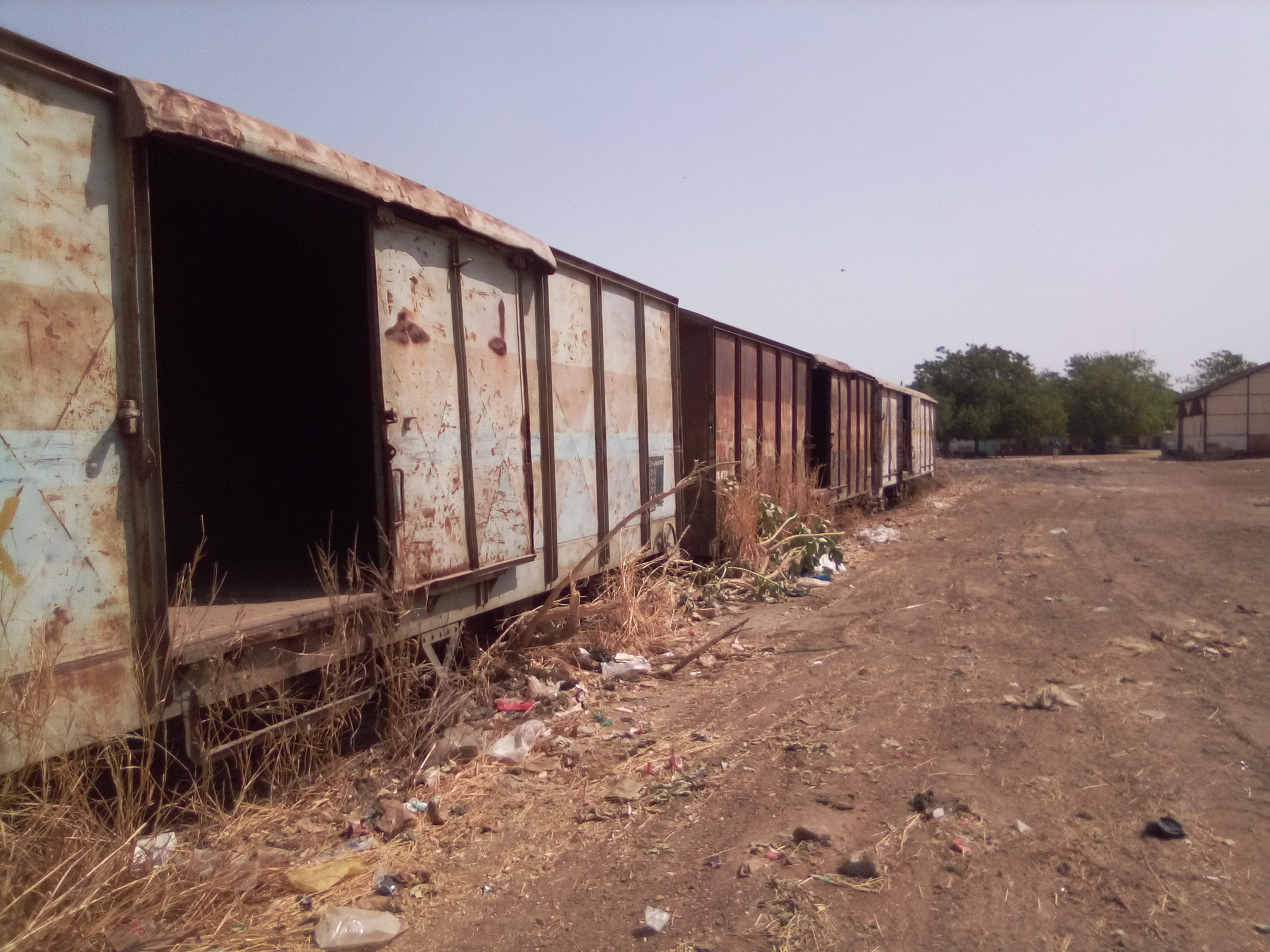
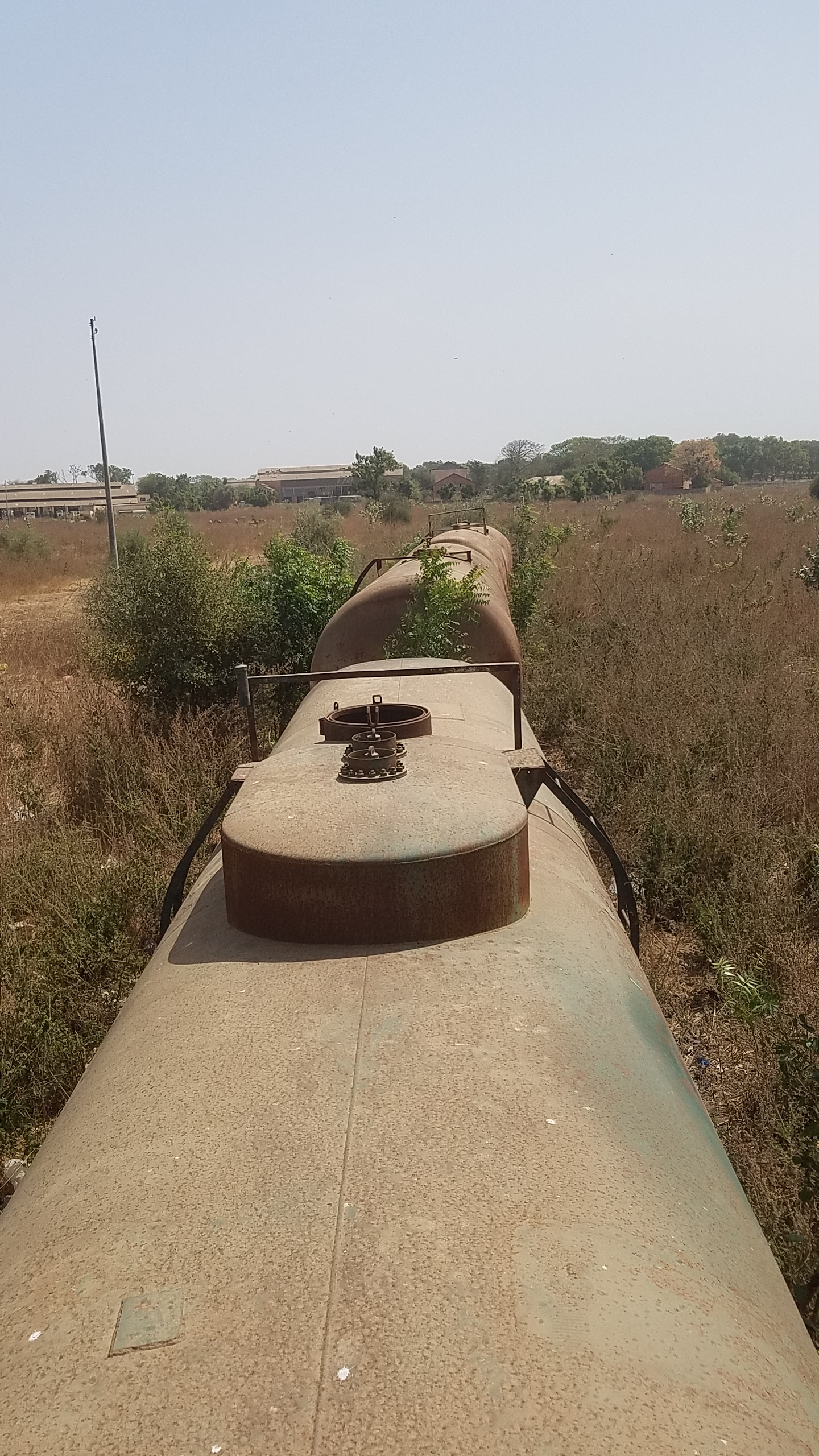
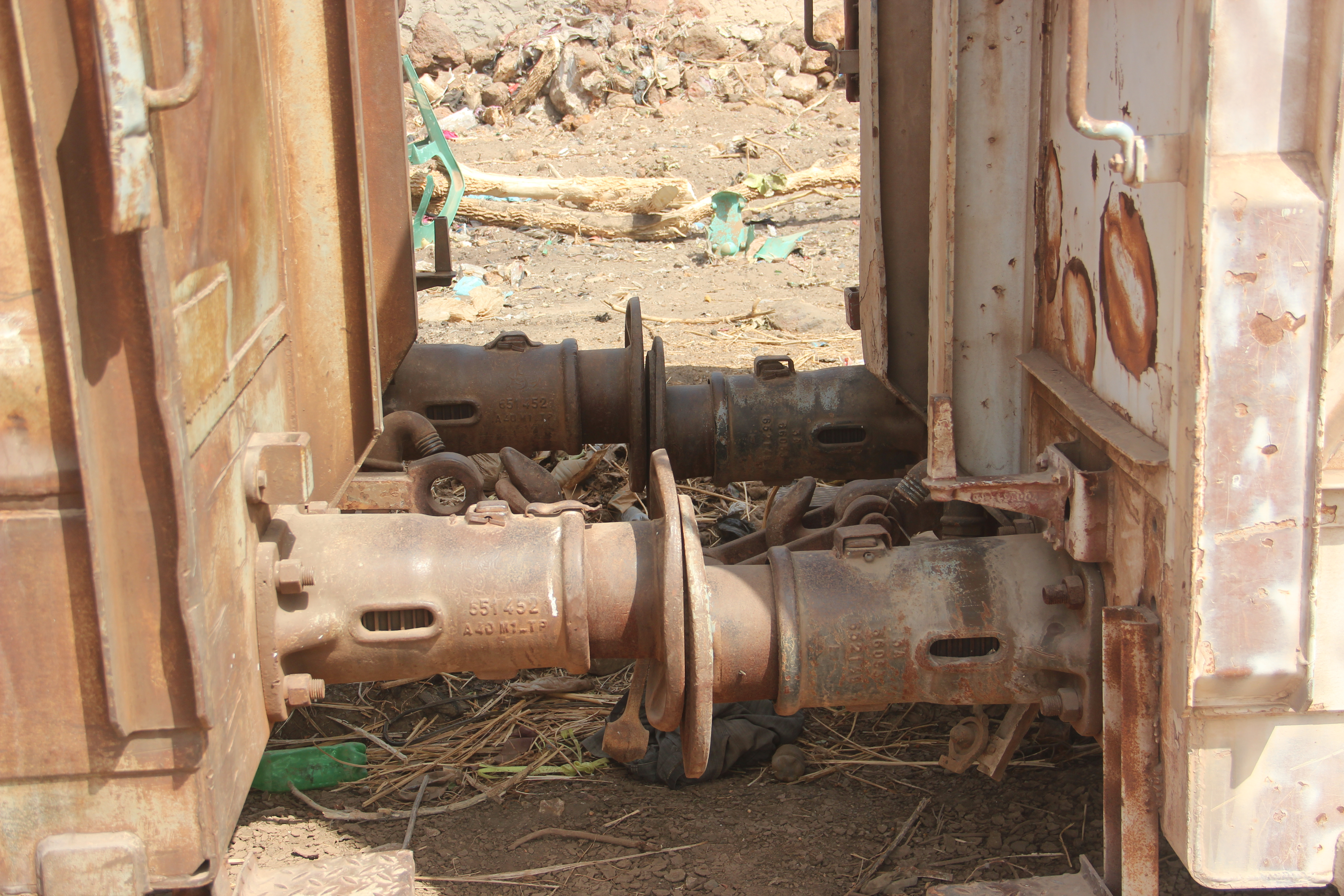
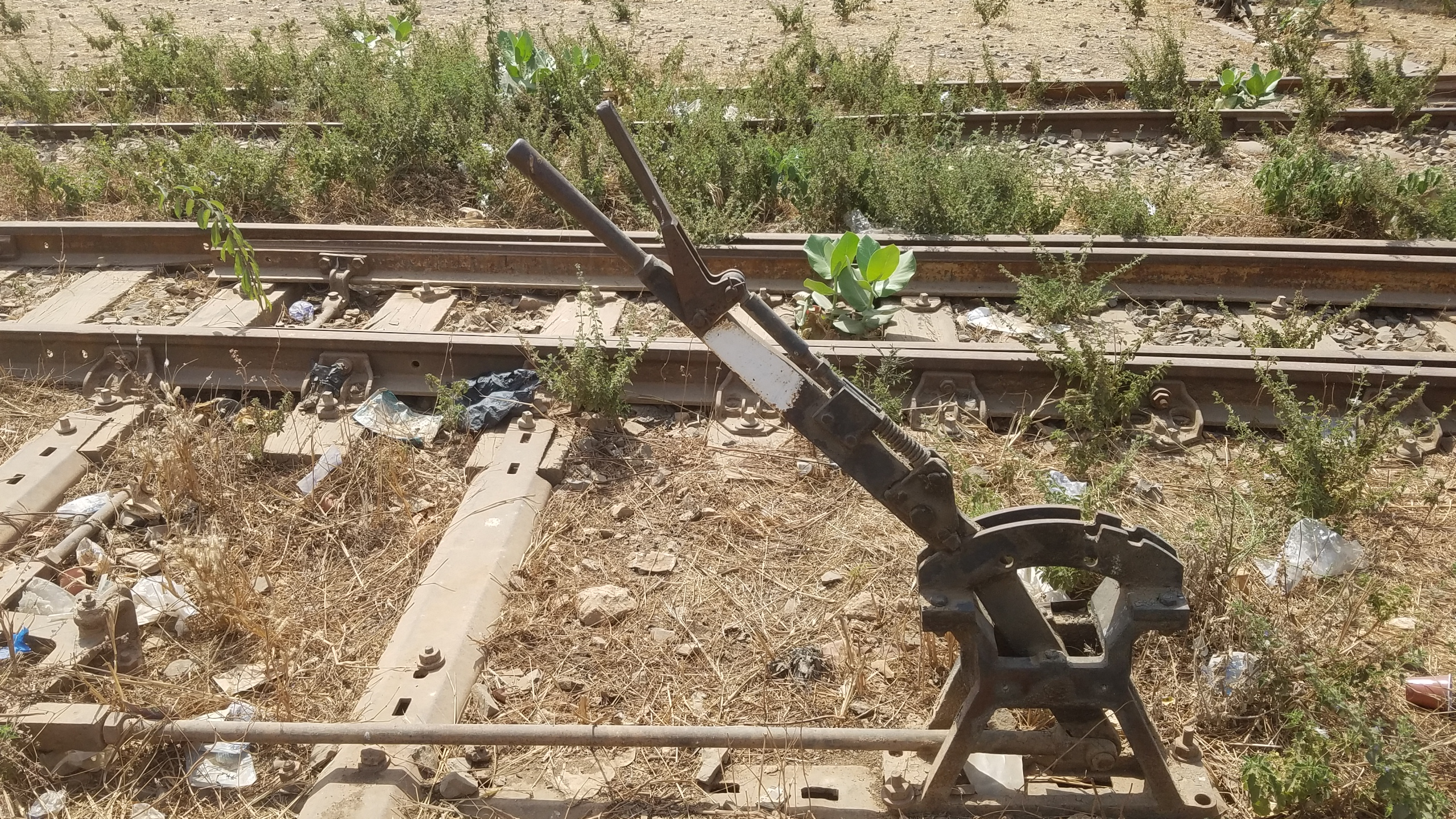
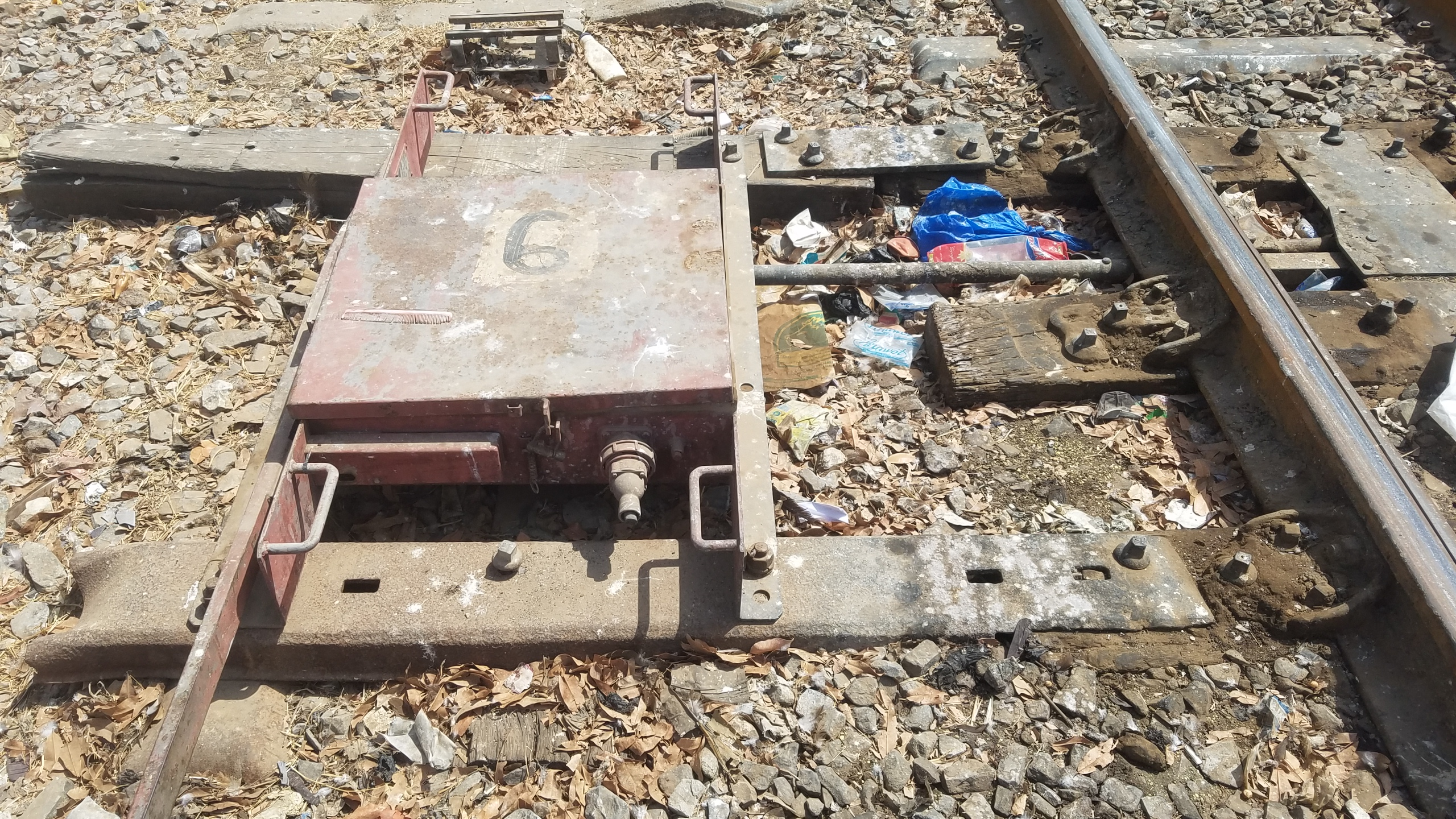

La ligne ferroviaire pour le transport de voyageurs est réouverte depuis le 28 février 2024 entre Thiès et la gare TER de Diamniadio.
Dans diverses régions du Sénégal, y compris à Thiès, les taxis se présentent en diverses configurations. On observe des taxis jaunes et noirs qui assurent la liaison quotidienne entre Thiès et Dakar. En parallèle, il est fréquent de croiser des taxis clandestins, communément appelés « clandos », ainsi que des motos de type « Jakarta » et des charrettes tirées par des chevaux. Pendant le confinement de 2020 imposé en réponse à la pandémie de Covid-19 au Sénégal, la restriction des transports interurbains et interrégionaux de passagers a incité de nombreux véhicules à utiliser des routes alternatives afin de transporter leur clientèle.

Transport routier.
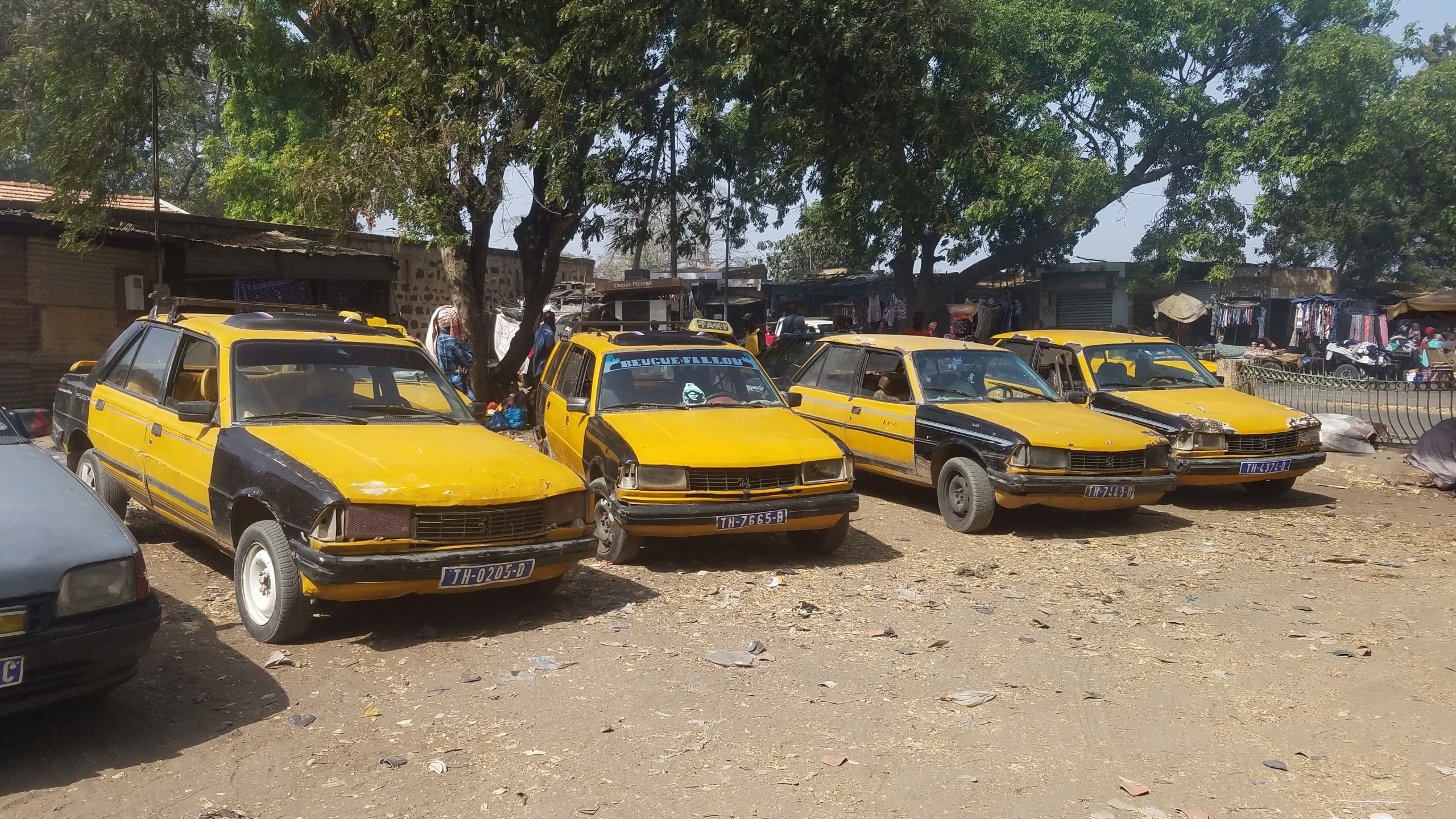
Taxis jaunes et noirs.
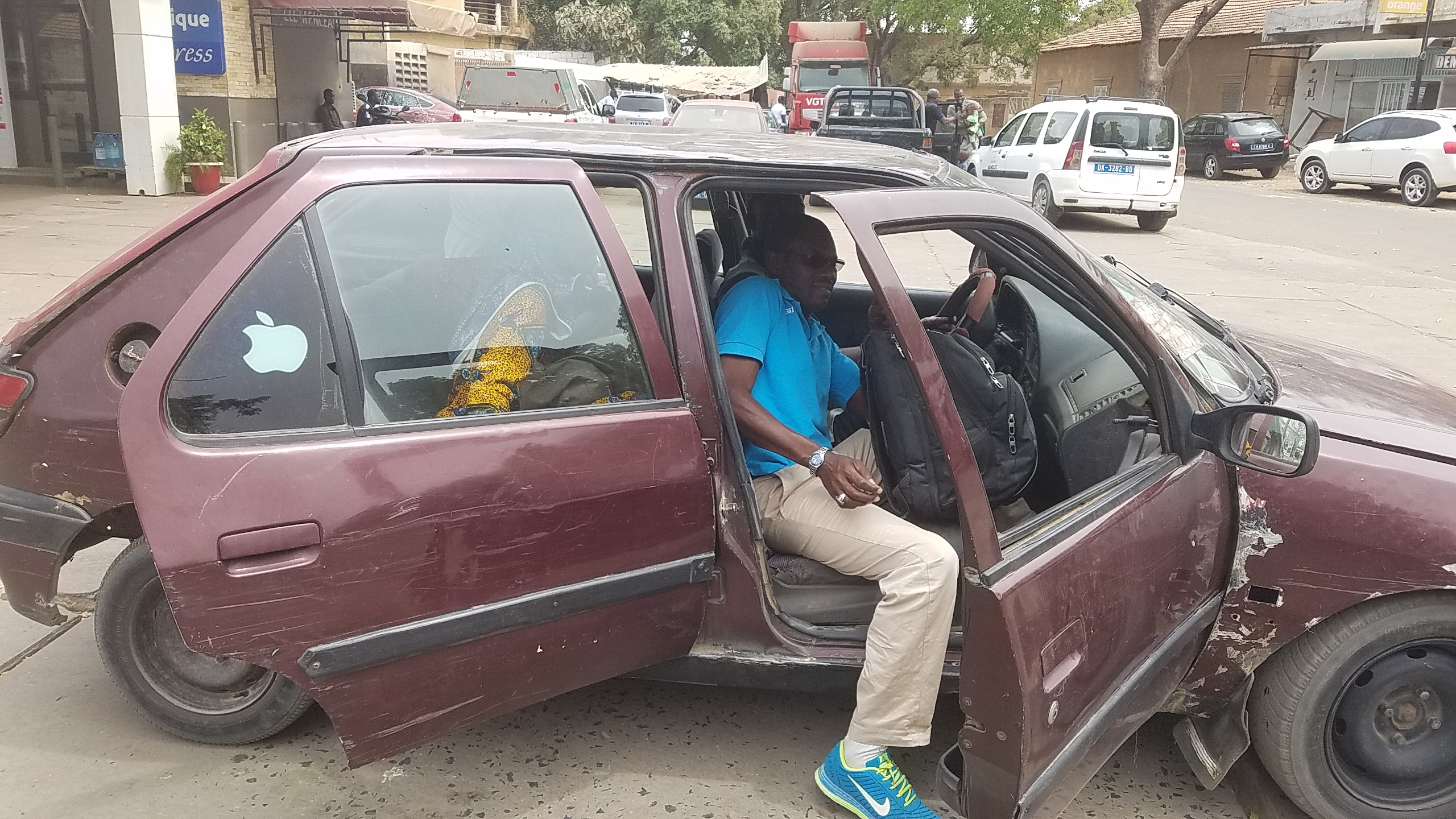
Taxi clando.
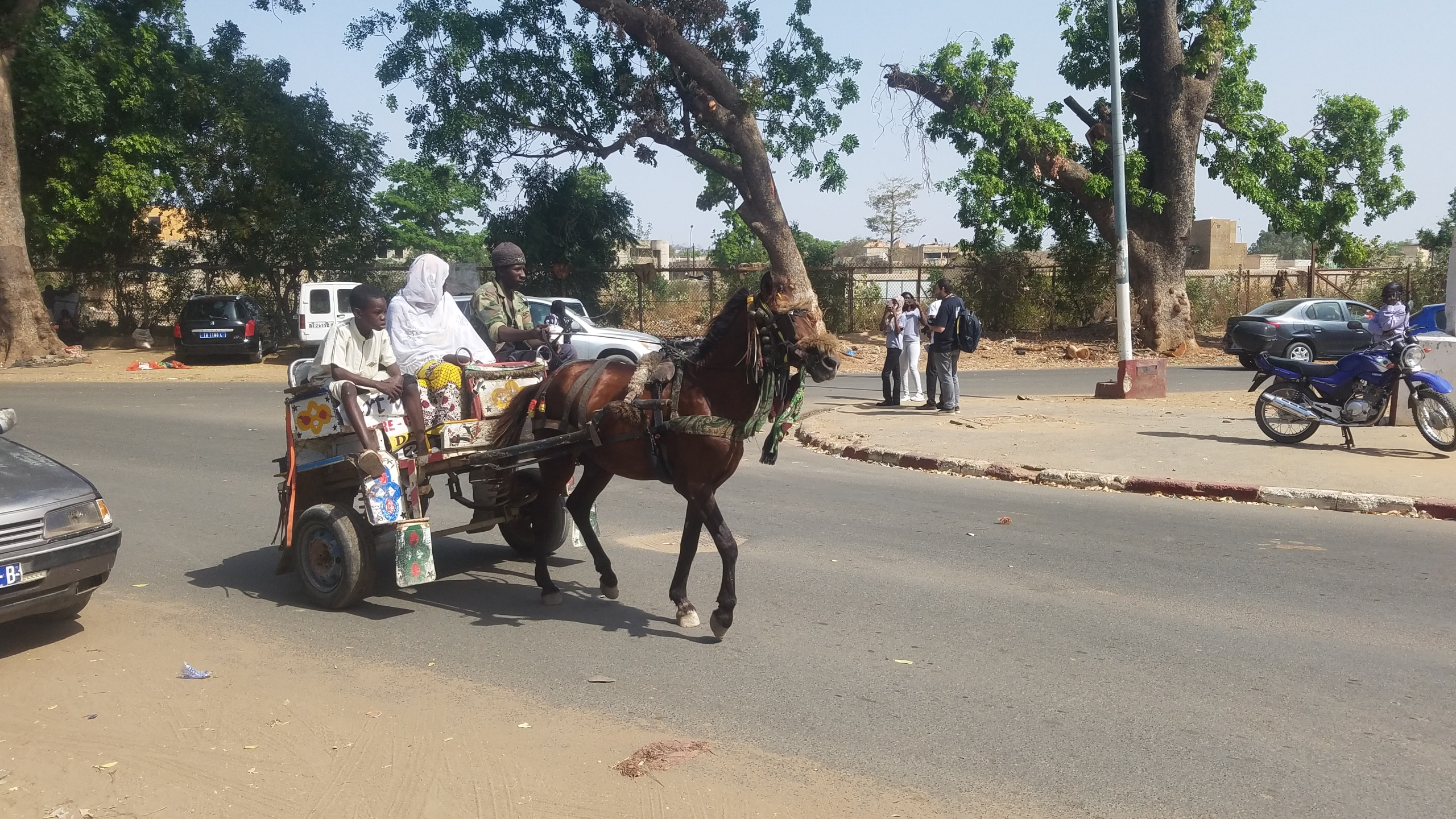
Taxi-calèche.
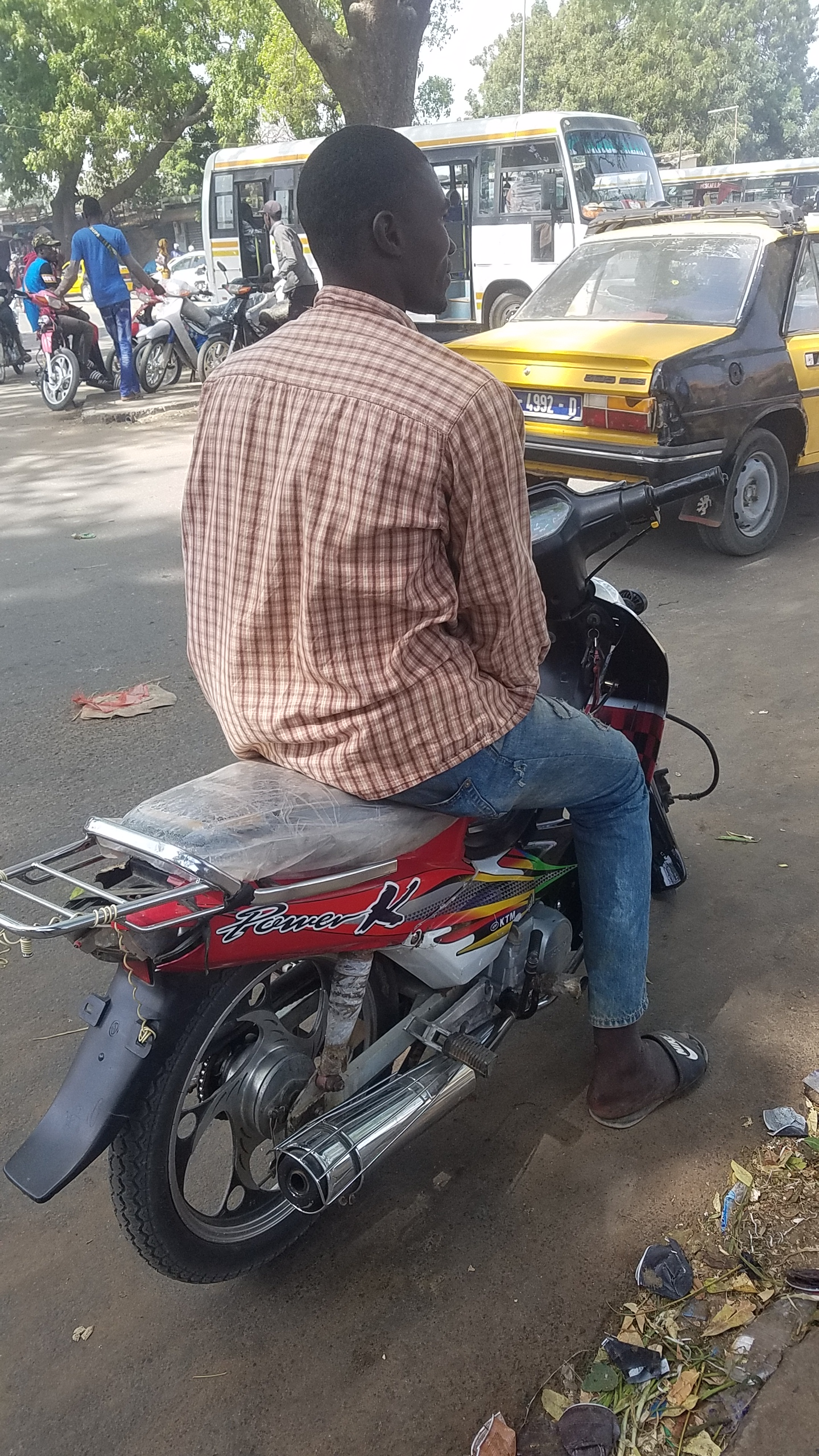
Taxi-moto.

## Religions

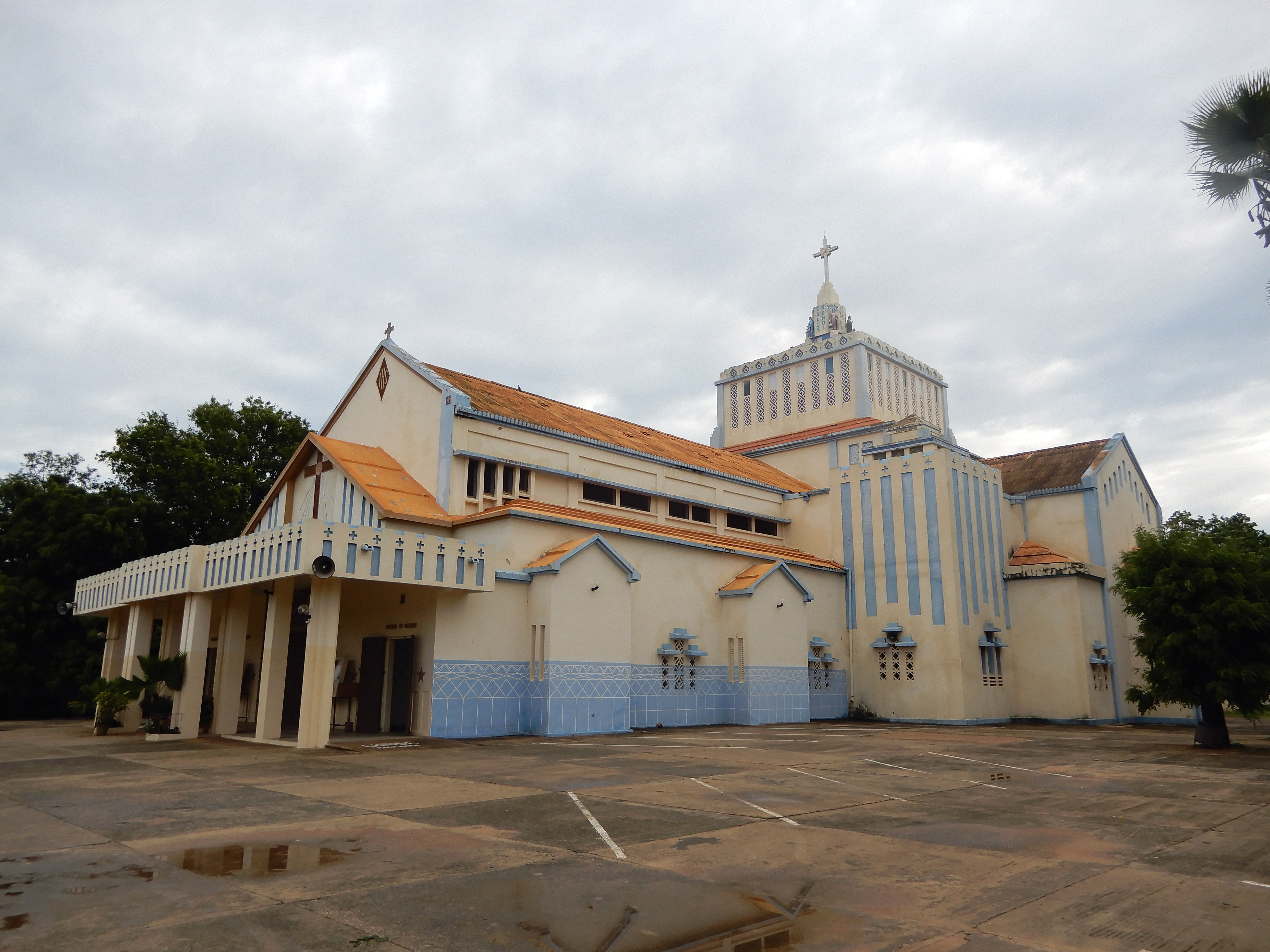
Cathédrale Sainte-Anne de Thiès.

IslamÀ Thiès, une pléthore de lieux de culte islamiques se distingue par la présence de plus de dix grandes mosquées et de plusieurs autres établissements de prière. Parmi les grandes mosquées érigées dans la ville, on compte la Grande mosquée de Keur Mame El Hadji, la Grande mosquée Mouride de Thiès (Diakay Mouride), la Grand Thiès, Grand Standing, Diamaguène, Keur Ablaye Yakhine, Quartier Darou Salam, Randoulène Sud, El Hadj Ousseynou Djité, Silmang, Sampathé, et Mbour 1. En outre, plusieurs autres mosquées enrichissent le tissu religieux local, telles que Keur Mame El Hadj, Keur Dago, Medina Gounass, Oustaz Djitée, Takhikao, Keur Issa, Thiès-Est, Mbour 1, Mbour 3, Fahu, Toucouleur, Médina Fall, Walo, Gouye Tékhé, HLM Dixième, Thialy, Hersent, Diamaguène, Ibadou Rahmane, Ballabey, Carrière, Nguinth, Moussa, Mouhamed Ba, Cité Ousmane Ngom, Hadji Bachir Ngom, Iba Niang, Moussanté, et Bount Depot.
Catholicisme
La ville est avec la cathédrale Sainte-Anne de Thiès, le siège d'un diocèse de l'église catholique, créé par démembrement du diocèse de Dakar en 1969. La doyenné urbain compte sept paroisses couvrant la ville : cathédrale Sainte-Anne, Marie Reine de l'Univers, Saint Jean-Baptiste, Saint-Joseph de Peykouck, Saint-François-Xavier de Pout, Marie-Auxiliatrice de Medina Fall et Jésus-Bon Pasteur.

## Éducation
L'école Daniel Brottier – dont le nom rend hommage au père Brottier, missionnaire spiritain français – est une école primaire catholique.
Le collège Bassirou Mbacke a l'ambition d'être à la pointe de l'enseignement numérique au Sénégal.
La ville de Thiès compte plusieurs lycées publics : lycée Malick Sy ; lycée Serigne Ahmad Ndack Seck ; lycée Jules Sagna ; lycée Médina Fall ; lycée de Fahu, un lycée d’enseignement technique et de formation professionnelle, un lycée privé, l'ISM.

Enseignement secondaire.
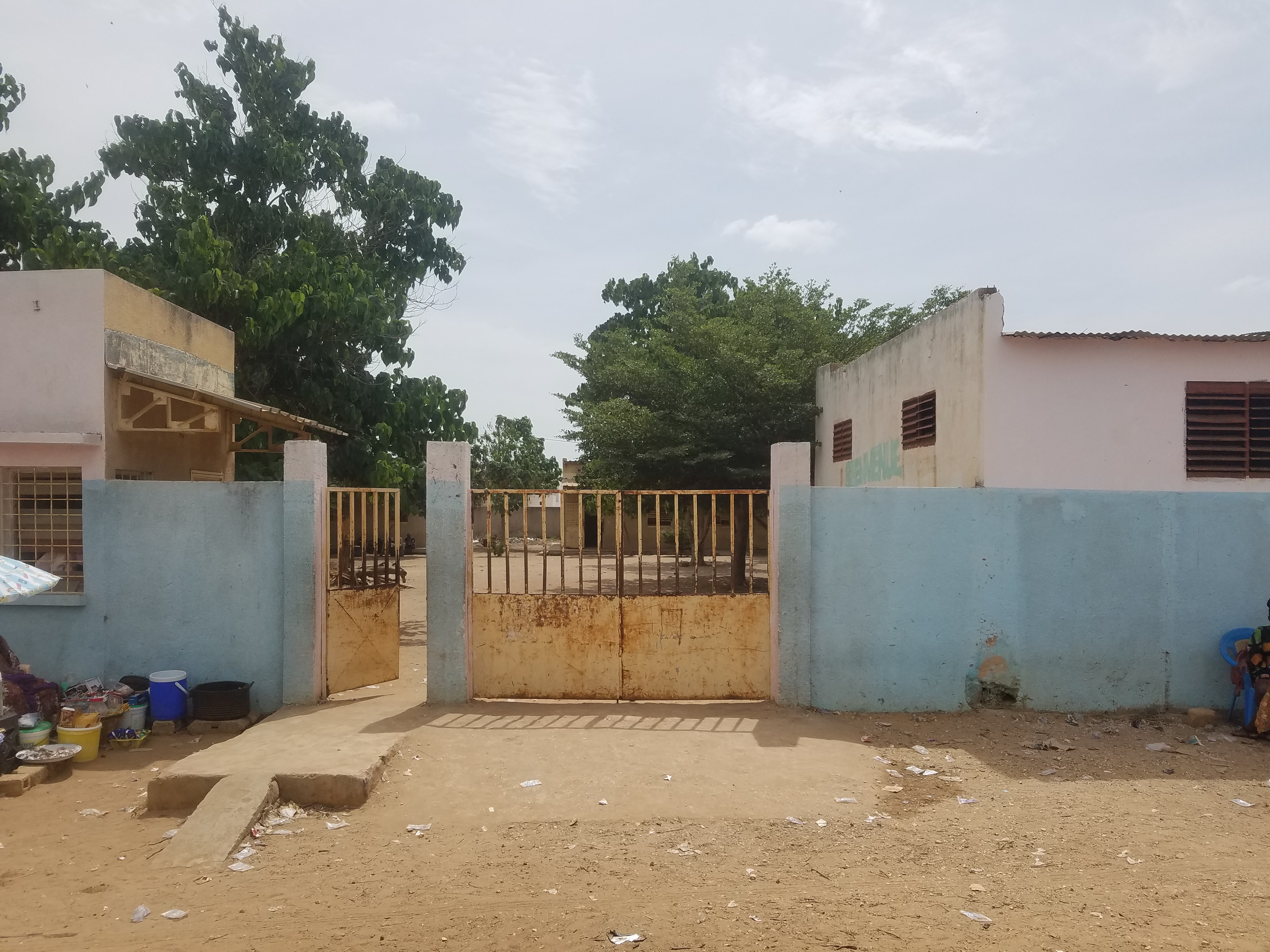
CEM Balabé.
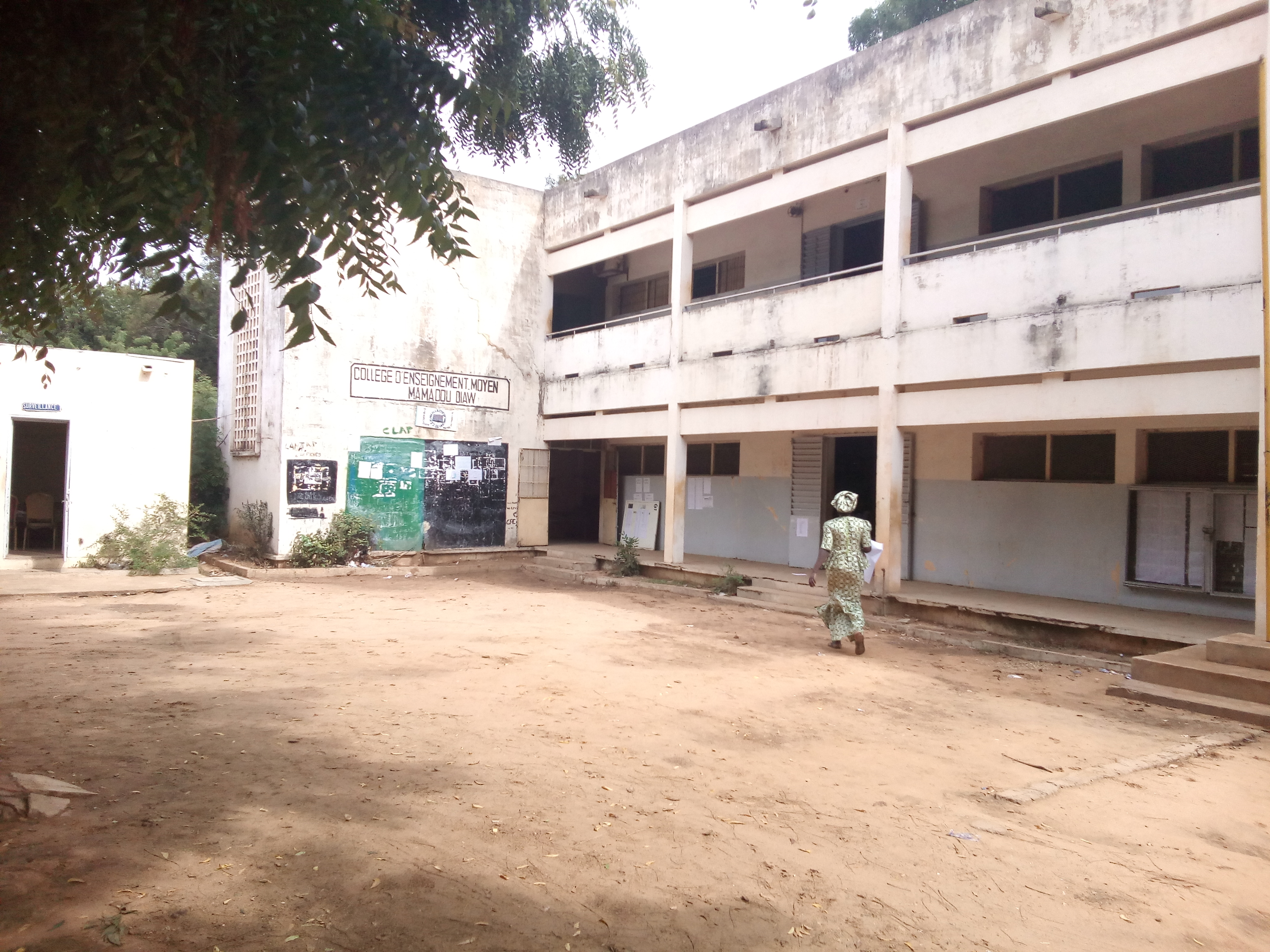
CEM Mamadou Diaw.
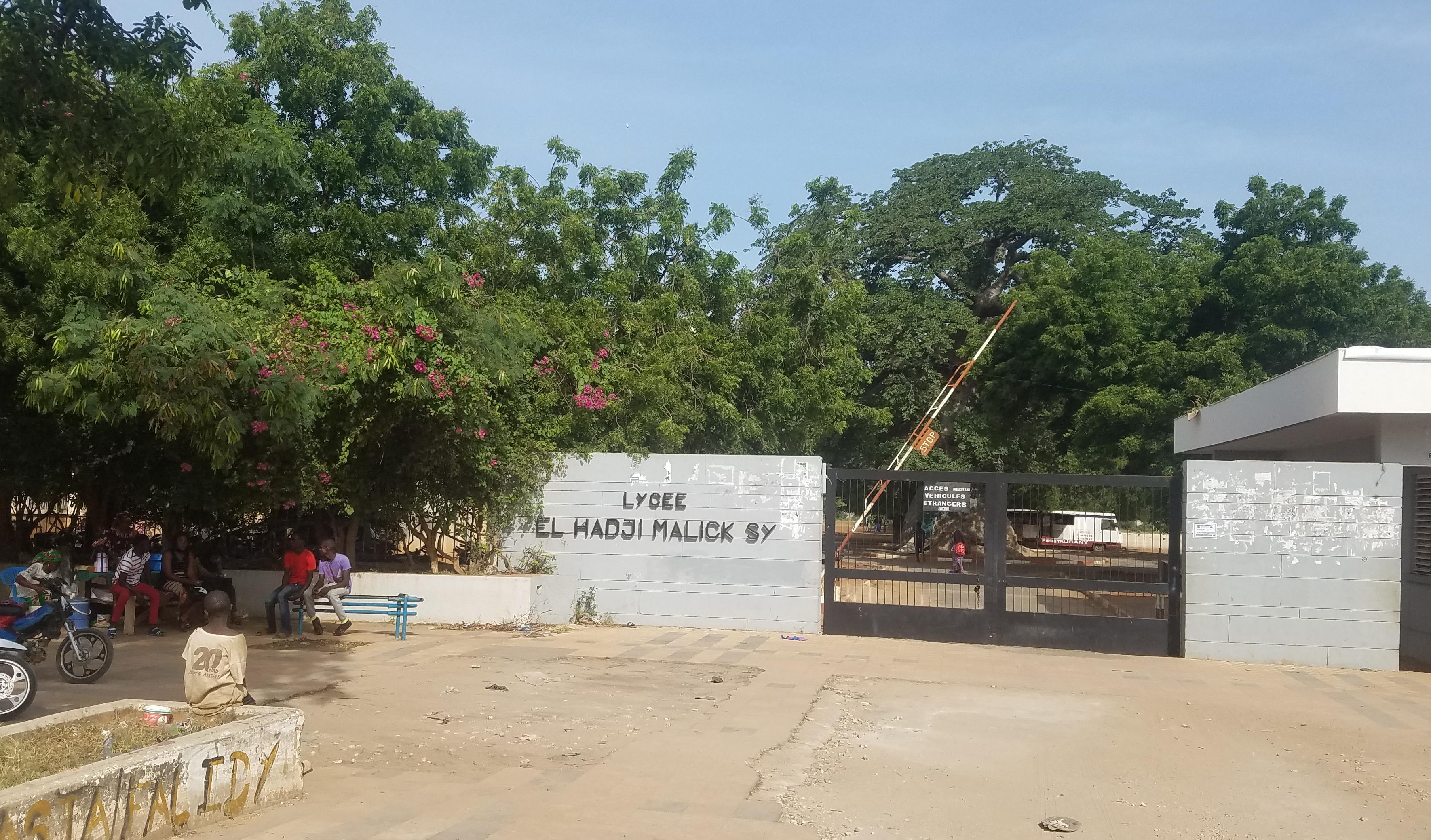
Lycée El Hadj Malick Sy.
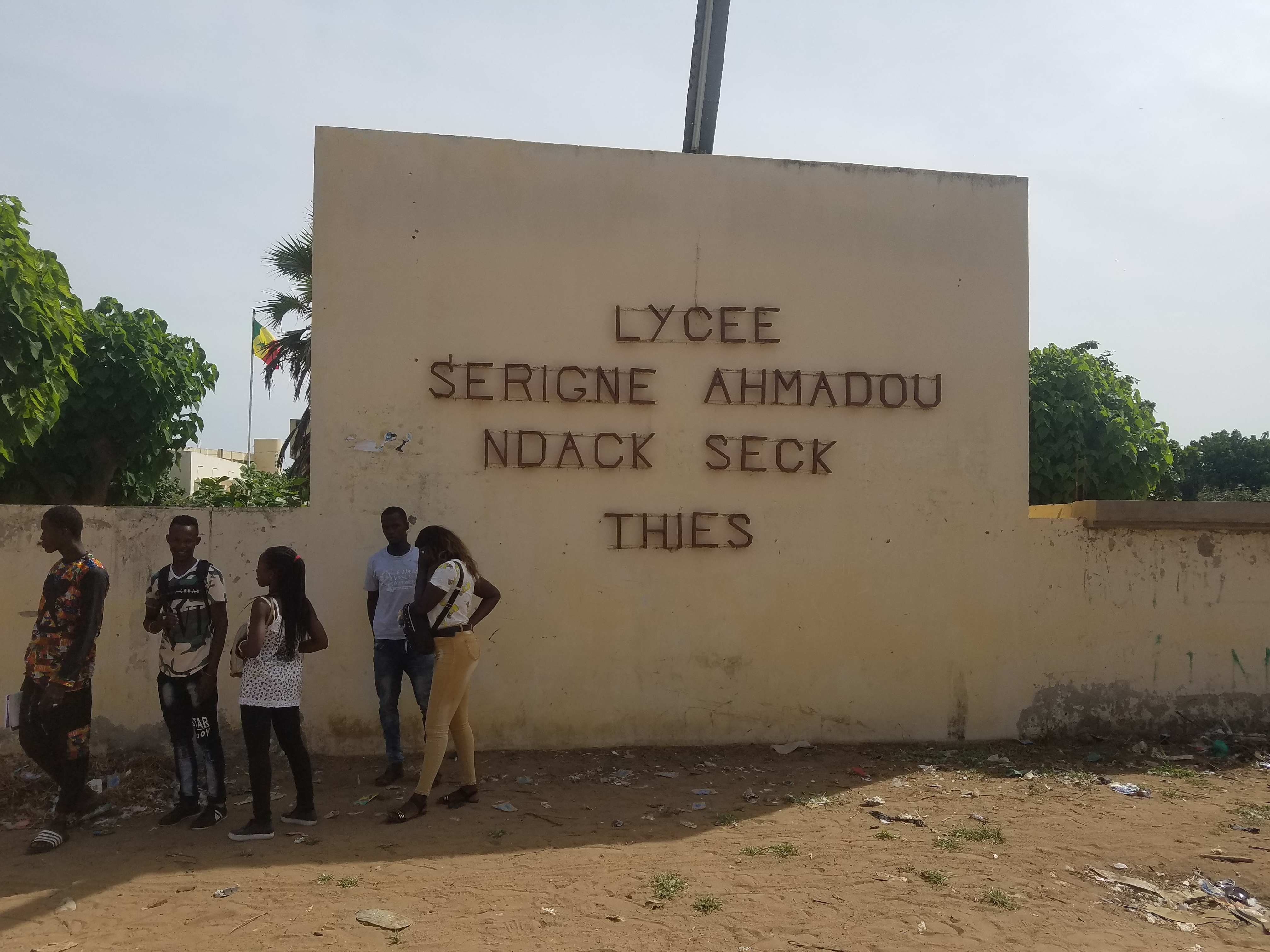
Lycée Serigne Ahmadou Ndack Seck.
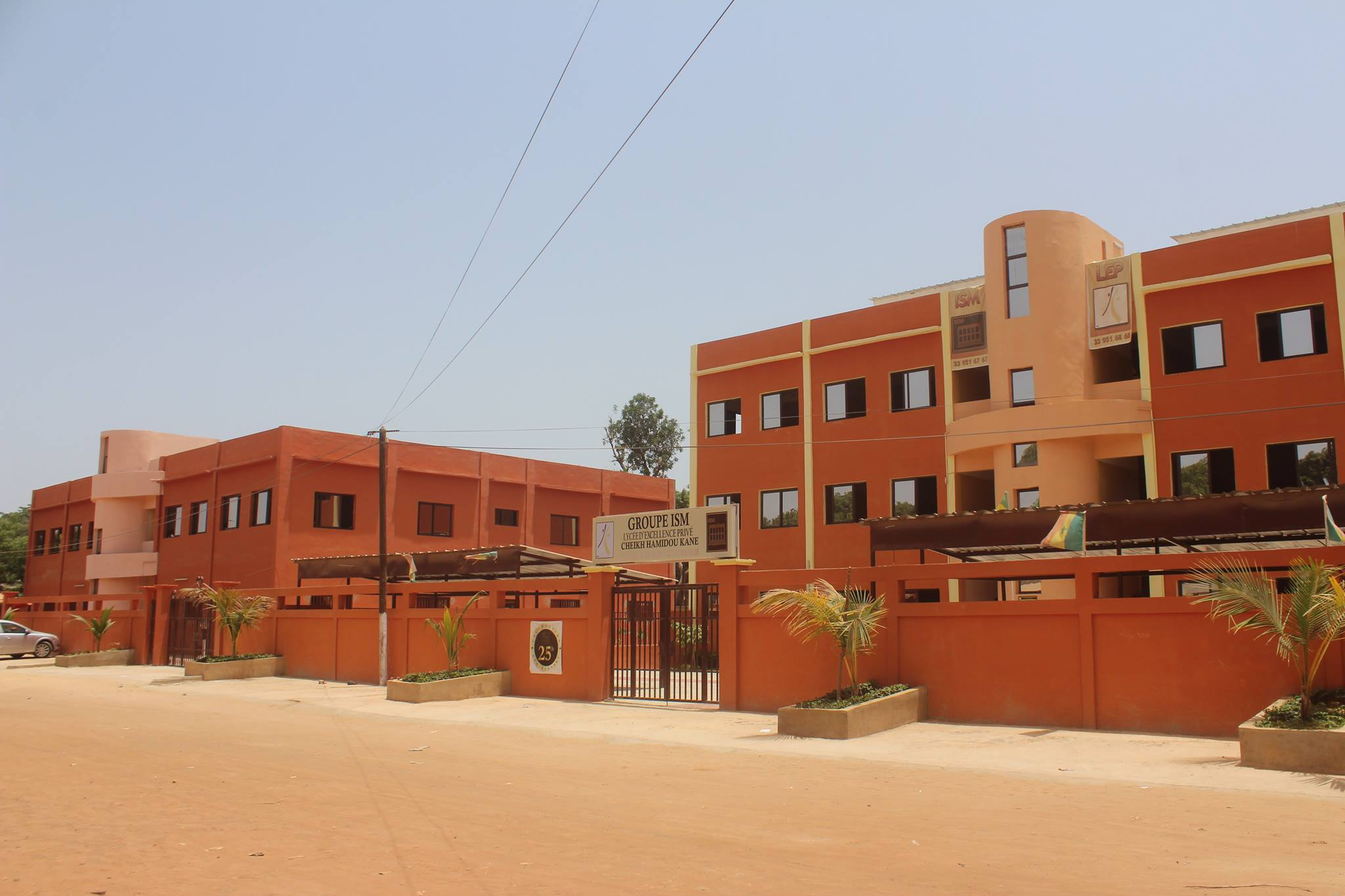
Lycée privé Cheikh Hamidou Khane.

Thiès possède plusieurs établissements d'enseignement supérieur, dont l'École polytechnique de Thiès, créée en 1973 à l'initiative du président Senghor, et l'Université de Thiès, ouverte en 2007.

## Culture
Les Manufactures sénégalaises des arts décoratifs (MSAD), spécialisées dans les tapisseries y ont été implantées en 1966, à l'initiative de l'ancien président Léopold Sédar Senghor.
Thiès abrite un musée historique, le musée régional de Thiès, inauguré le 9 février 1995.
Nouro Te Woute, une association créée en partenariat avec la ville de Rungis (France), est à l'origine de plusieurs initiatives culturelles, notamment la création de bibliothèques.

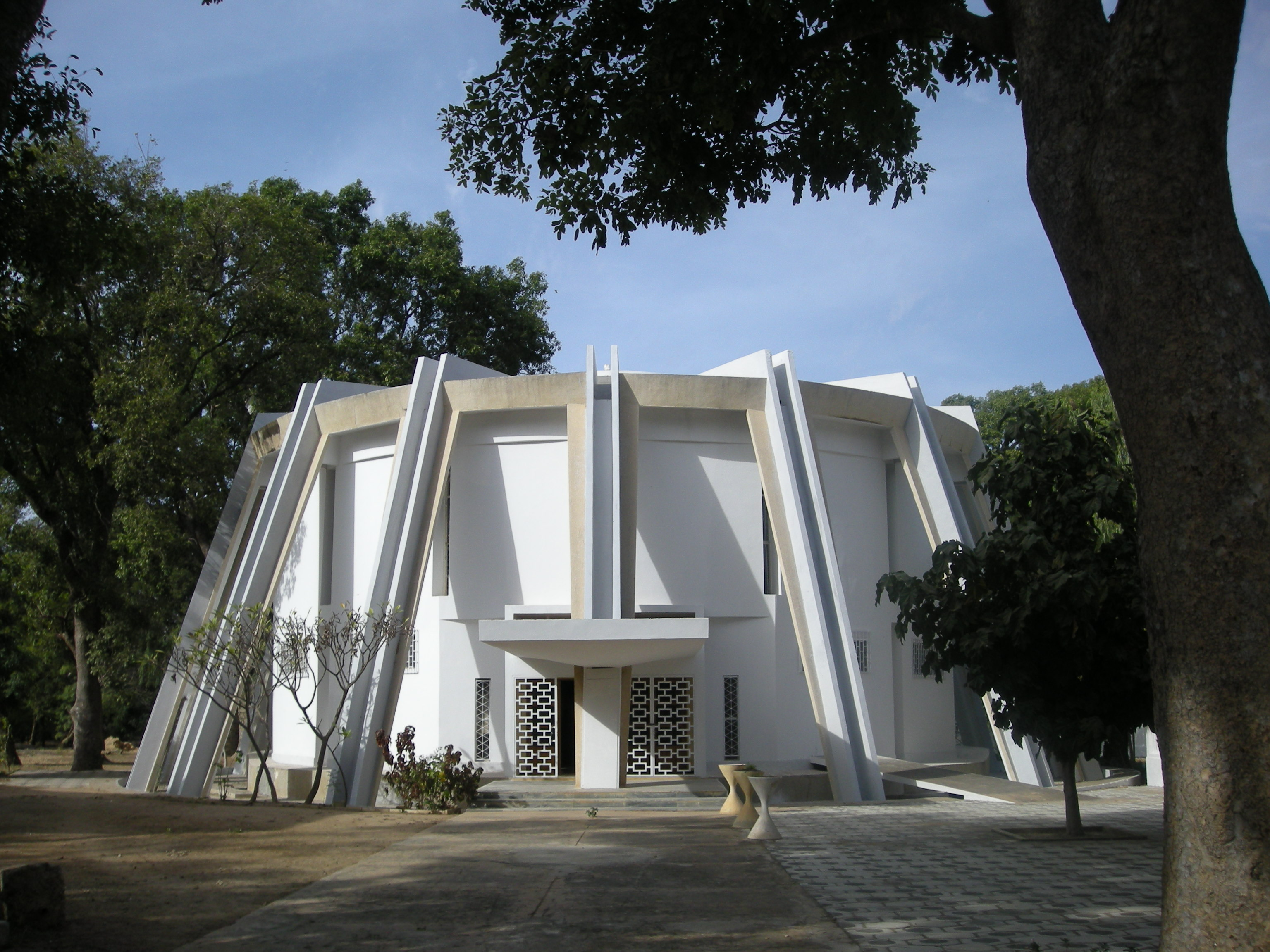
Manufactures sénégalaises des arts décoratifs.
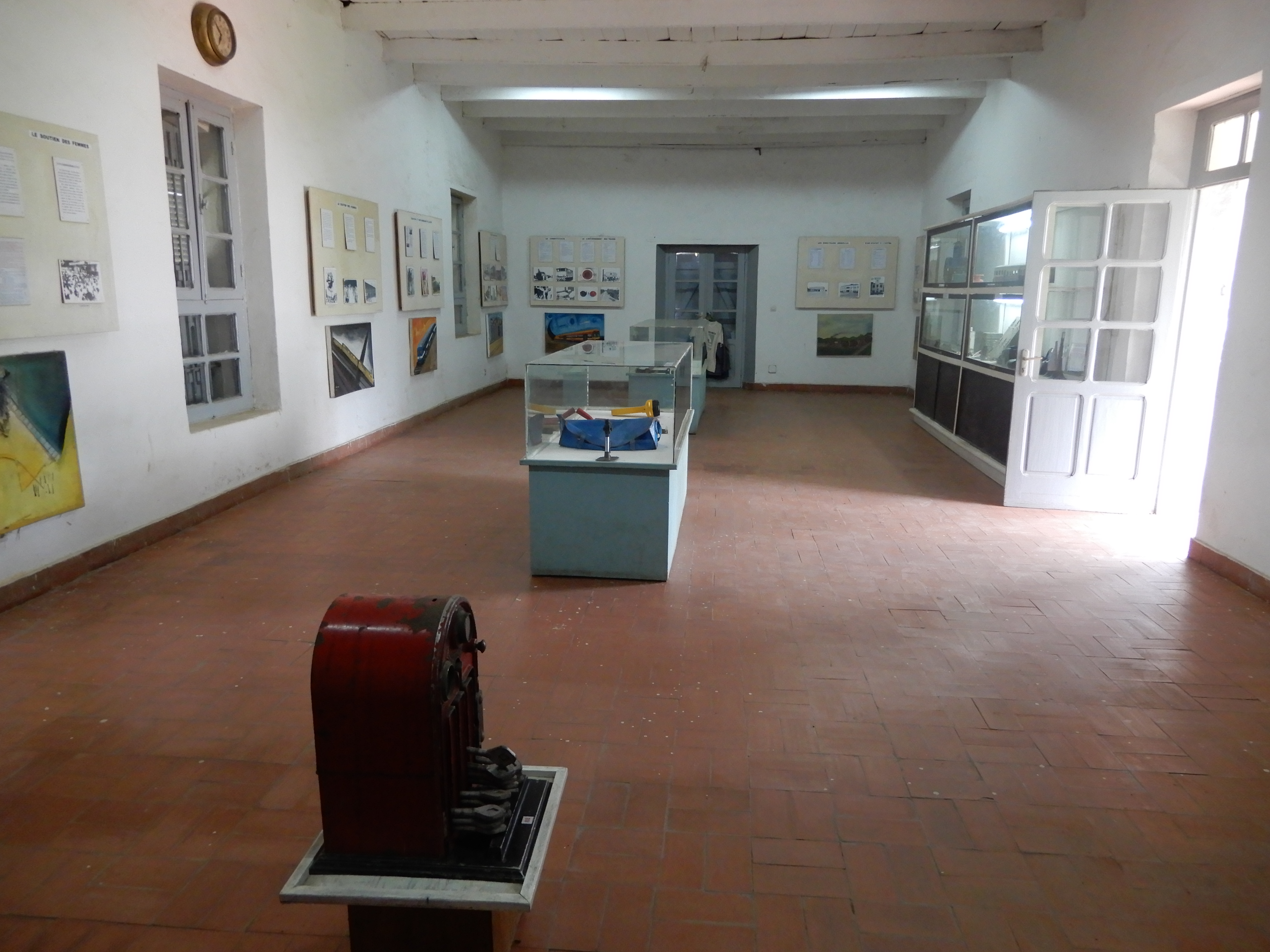
Musée régional de Thiès.

Du 26 au 30 décembre 2022, la ville accueillera le 8e congrès africain d’espéranto.

## Sport

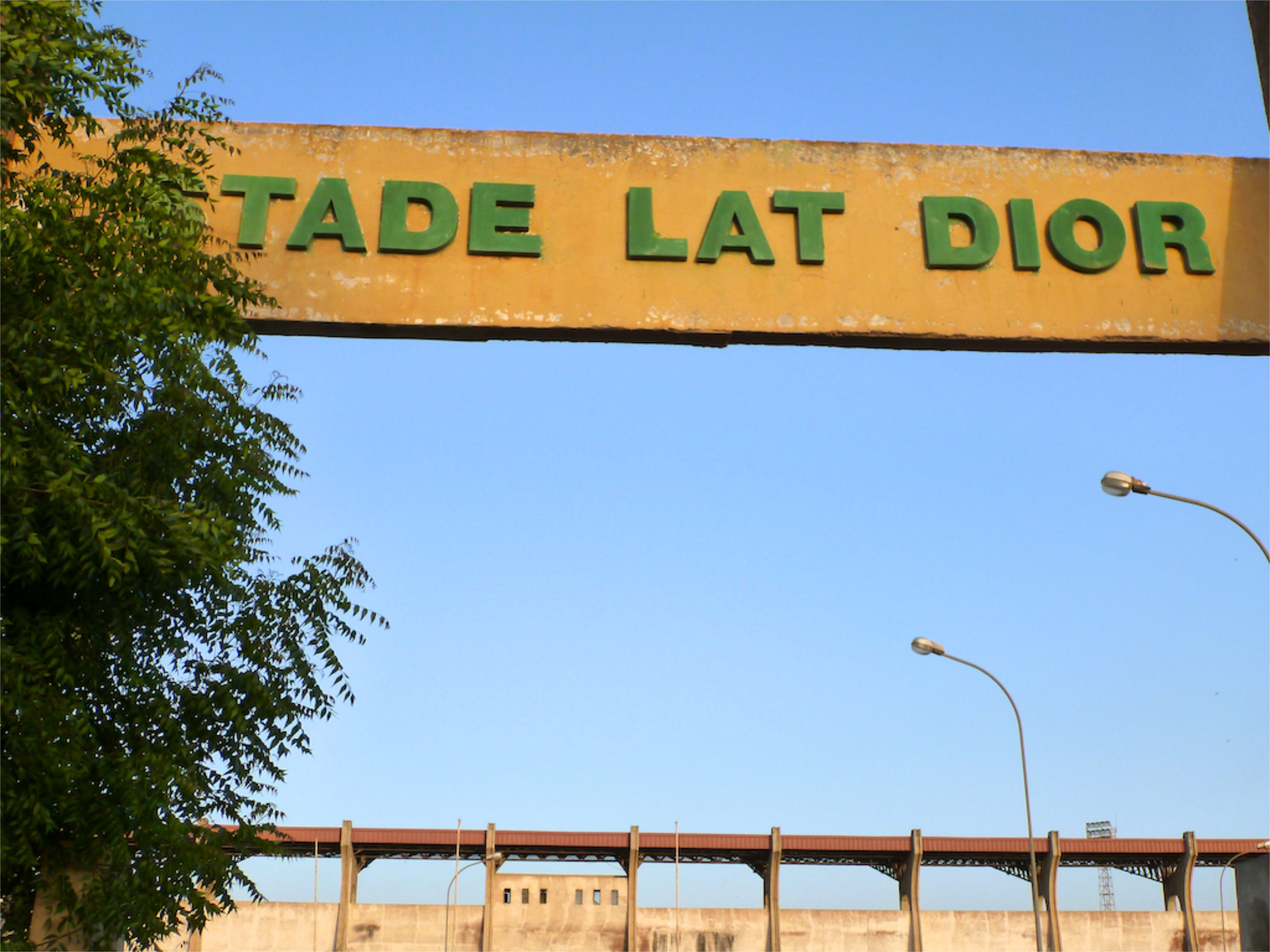
Entrée du stade Lat-Dior.

À Thiès, Sport & Développement a rencontré les équipes de l’association Pour le sourire d’un enfant.
Cette association agit depuis 1989 pour la réinsertion sociale des mineurs et des jeunes en détention au Sénégal, au sein de la prison de Thiès. Pour cela, elle a mis en place un programme d’égalité entre les sexes et de rupture du cycle de récidive par la pratique de l’escrime. Depuis la mise en place de ce programme, aucun bénéficiaire n’a récidivé, y compris les anciens multirécidivistes. Ces cours d’escrime se pratiquent en dehors de la prison, en mixité, avec des encadrants sportifs diplômés et l’implication d’agents pénitentiaires formés. Ces agents pénitentiaires ont d’ailleurs totalement changé de regard sur ces jeunes détenus et un cercle vertueux d’implication s’est mis en place entre les différentes parties prenantes.

## Personnalités liées à Thiès
- Thierno Alassane Sall, homme politique
- Khouma Babacar, footballeur
- Hélène Tine, femme politique et ancienne députée
- Coura Carine Tine Sène, ingénieure et dirigeante
- Habib Diallo, footballeur
- Lamine Diop, statisticien
- Mama Koite Doumbia, syndicaliste et féministe
- Yoro Khary Fall, historien et universitaire sénégalais.
- Rose Angèle Faye, entrepreneuse
- Cheikh Tidiane Gaye, écrivain
- Cheikh Gueye, footballeur
- Mbaye Gana Kébé, écrivain
- Habib Koité, chanteur et musicien
- Alboury Lah, ancien footballeur international
- Kader Mangane, footballeur
- André Gueye, évêque de Thiès
- Ousmane N'Doye, footballeur
- Mame N'Diaye, footballeur
- Oumy Ndour, journaliste
- El Kabir Pene, basketteur
- Mariama Sarr, femme politique
- Coumba Gawlo Seck, chanteuse griotte
- Ibrahim Seck, acteur
- Idrissa Seck, homme politique
- Fama Diagne Sène, femme de lettres
- Saer Sene, basketteur
- Ousmane Sonko, homme politique
- Abdoulaye Sow, homme politique
- Thierno Faty Sow, cinéaste
- Fodé Sylla, conseiller économique et social français

## Jumelages
| Ville | Ville    | Pays | Pays      | Période     |
| ----- | -------- | ---- | --------- | ----------- |
|       | Caen     |      | France    | depuis 1957 |
|       | Cergy    |      | France    | depuis 2015 |
|       | Solingen |      | Allemagne | depuis 1990 |
|       | Sousse   |      | Tunisie   | depuis 1965 |

#### Guides & ouvrages
- Hubert Deschamps (historien), Le Sénégal et la Gambie, Presses universitaires de France, 1972 (ASIN B00BY2WC2M)
- Christian Saglio  (Auteur), Erik Orsenna et Bernard Desjeux, Sénégal, Granvaux, 2005, 328 p. (ISBN 978-2-9095-5040-4)
- (en) Icon Group International (trad. Recueil de données économiques et des marchés de produits 2016 pour Thiès, Sénégal), The 2016 Economic and Product Market Databook for Thiès, Senegal, ICON Group International, Inc, 2015, 654 p. (ASIN B01ACEZHGK)
- Cartes des Pays et Villes du Monde IGN, Carte routière : Sénégal, IGN - Institut Géographique National, 1993 (ASIN B0001K03WY)
- Petit Futé (Sous la direction de), Guide Sénégal 2018, Nouvelles Éditions de l'Université, 2017, 144 p. (ISBN 979-1-0331-7443-1)
- Collectif, Guide du Routard Sénégal 2019/20, Hachette Tourisme, 2018, 320 p. (ISBN 978-2-0162-6712-7)